# マゾフシェ県
マゾフシェ県（Masovian Voivodeship (ポーランド語: województwo mazowieckie, 発音 [vɔjɛˈvut͡stfɔ mazɔˈvjɛt͡skʲɛ] ( 音声ファイル))）は、ポーランド東中部の県。
県都はポーランドの首都でもあるワルシャワ。ポドラシェ県、ヴァルミア・マズールィ県、クヤヴィ・ポモージェ県、ウッチ県、シフィェンティクシシュ県、ルブリン県と接している。1999年1月1日、ポーランドの地方行政区画の改正にともない誕生した。面積・人口ともにポーランド最大の県である。

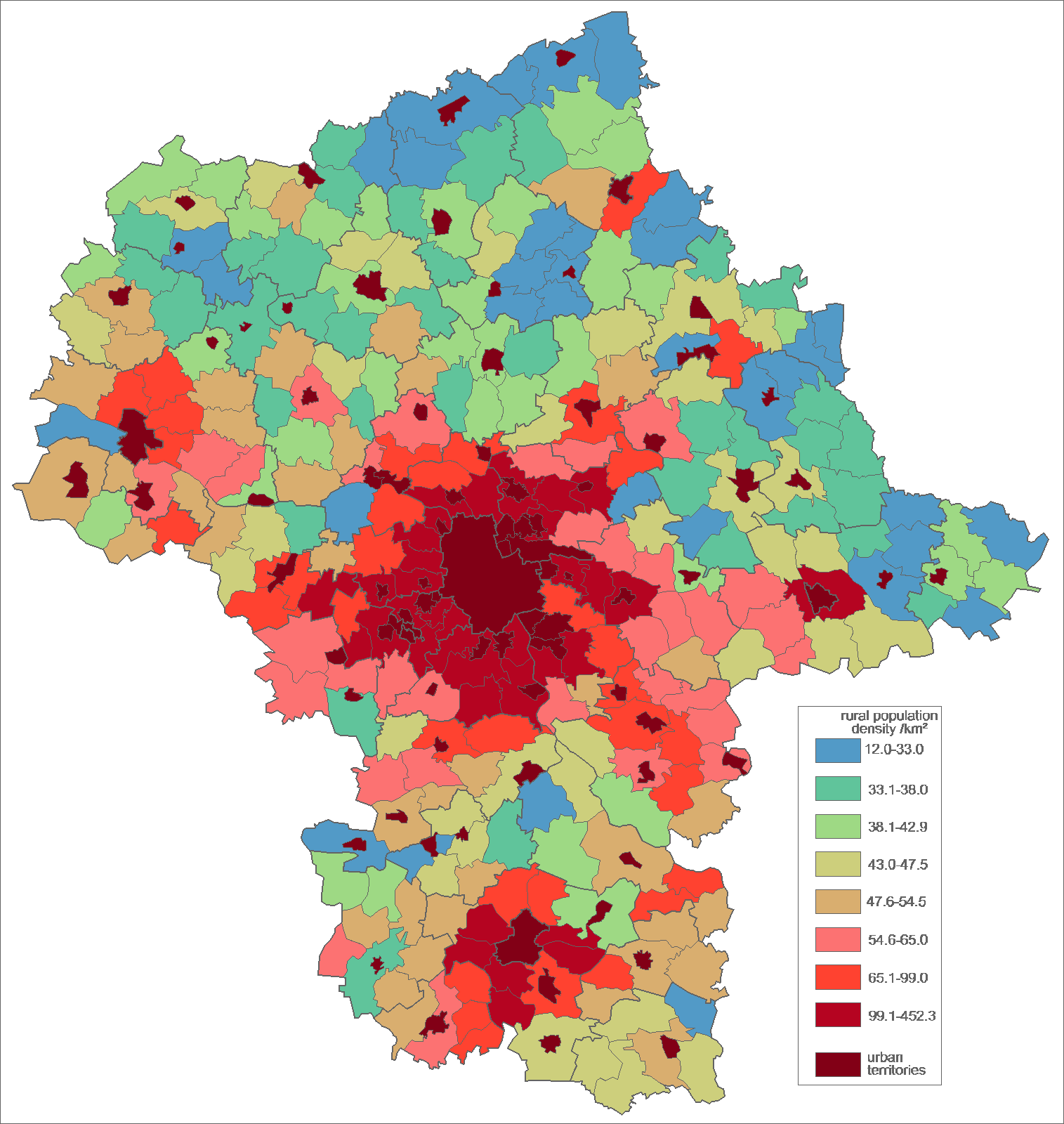
グミナ別の人口密度 (2007年1月1日時点)

## 地域区分
- 市

1. ワルシャワ (1,783,321人)
2. ラドム (212,230人)
3. プウォツク (119,709人)
4. シェドルツェ (77,990人)
5. プルシュクフ (62,076人)
6. レギオノヴォ (54,049人)
7. オストロウェンカ (52,071人)
8. オトヴォツク (44,827人)
9. チェハヌフ (44,118人)
10. ジラルドゥフ (39,896人)

- 郡 (powiat)
  - ビャウォブジェギ郡 (Powiat białobrzeski)
  - チェハヌフ郡 (Powiat ciechanowski)
  - ガルヴォリン郡 (Powiat garwoliński)
  - ゴスティニン郡 (Powiat gostyniński)
  - グロジスク郡 (Powiat grodziski)
  - グルイェッツ郡 (Powiat grójecki)
  - コジェニツェ郡 (Powiat kozienicki)
  - レギョノーヴォ郡 (Powiat legionowski)
  - リプスコ郡 (Powiat lipski)
  - ウォシツェ郡 (Powiat łosicki)
  - マクフ郡 (Powiat makowski)
  - ミンスク郡 (Powiat miński)
  - ムワヴァ郡 (Powiat mławski)
  - ノヴィ・ドヴル郡 (Powiat nowodworski)
  - オストロウェンカ郡 (Powiat ostrołęcki)
  - オストルフ郡 (Powiat ostrowski)
  - オトヴォツク郡 (Powiat otwocki)
  - ピャセチュノ郡 (Powiat piaseczyński)
  - プウォツク郡 (Powiat płocki)
  - プウォンスク郡 (Powiat płoński)
  - プルシュクフ郡 (Powiat pruszkowski)
  - プシャスヌィシュ郡 (Powiat przasnyski)
  - プシスーハ郡 (Powiat przysuski)
  - プウトゥスク郡 (Powiat pułtuski)
  - ラドム郡 (Powiat radomski)
  - シェドルツェ郡 (Powiat siedlecki)
  - シェルプツ郡 (Powiat sierpecki)
  - ソハチェフ郡 (Powiat sochaczewski)
  - ソコウフ郡 (Powiat sokołowski)
  - シドゥオヴィエッツ郡 (Powiat szydłowiecki)
  - ワルシャワ郡 (Powiat warszawski)
  - 西ワルシャワ郡 (Powiat warszawski zachodni)
  - ヴェングルフ郡 (Powiat węgrowski)
  - ヴォウォミン郡 (Powiat wołomiński)
  - ヴィシュクフ郡 (Powiat wyszkowski)
  - ズヴォレン郡 (Powiat zwoleński)
  - ジュロミン郡 (Powiat żuromiński)
  - ジラルドゥフ郡 (Powiat żyrardowski)

## 観光地

### プウォツク
プウォツクはヴィスワ川のほとりの街。典型的なマゾフシェ地方の田園風景のなかにある。旧市街にはその規模の割に教会が多い。ローマ・カトリック教会から組織的に独立したカトリック教会である「マリアのまねび会教会（Mariawityzm）」が非常に盛んで、「プウォツク慈悲と施しの聖堂（Świątynia Miłosierdzia i Miłości w Płocku）」が中心地となっている。また、中欧最大の石油卸会社「PKNオーレン」の本社所在地でもある。

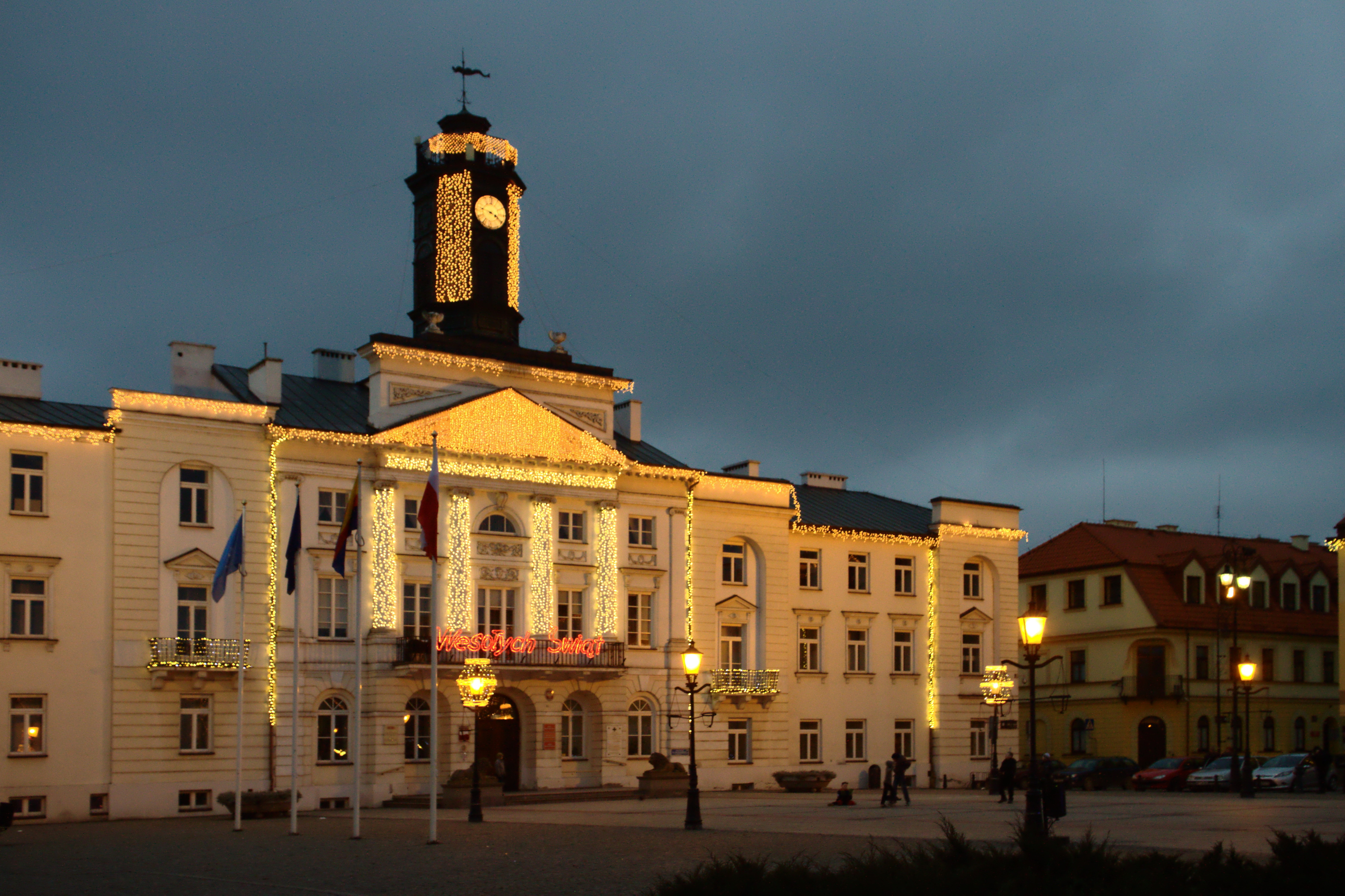
旧市街広場
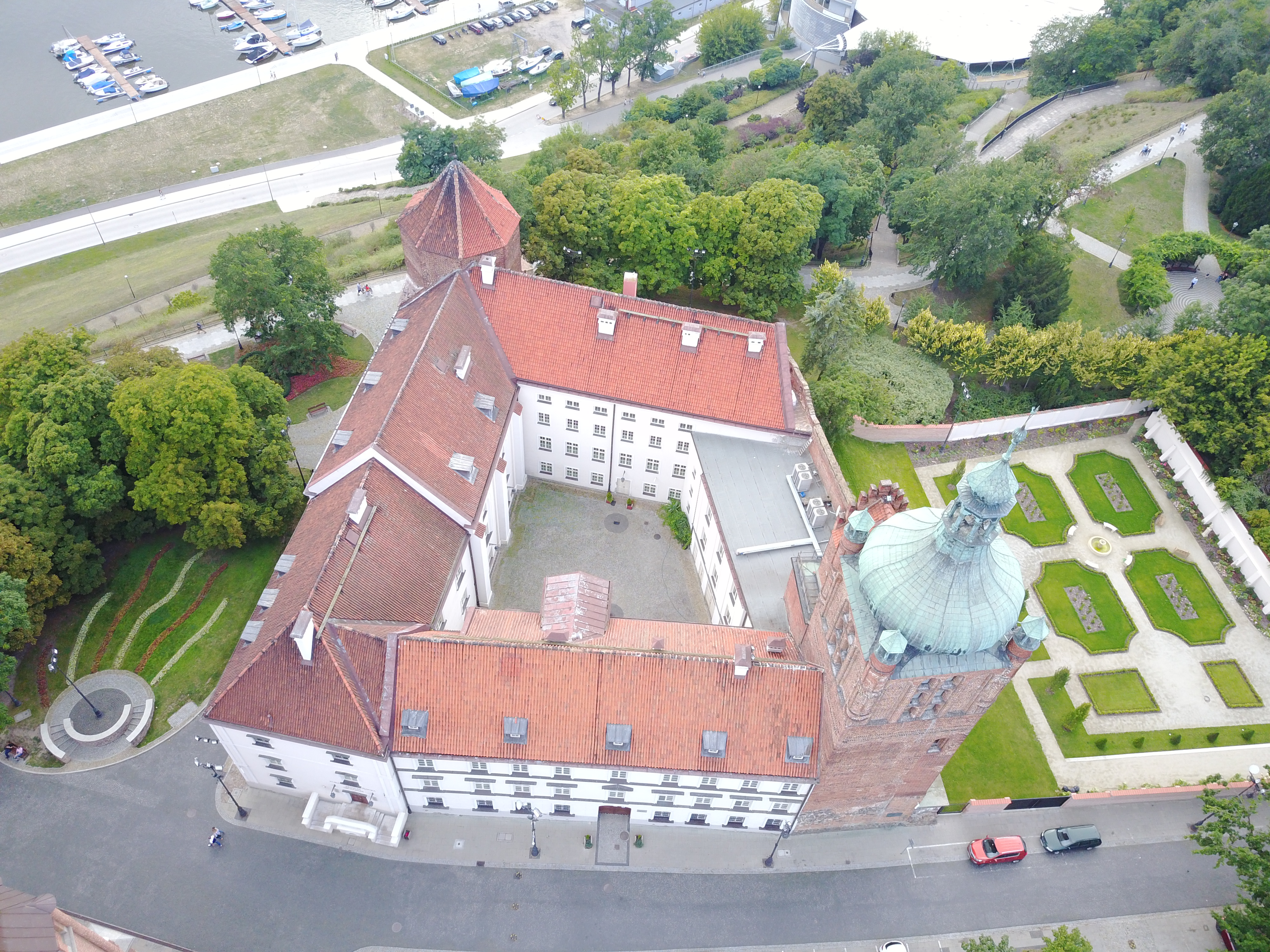
旧市街
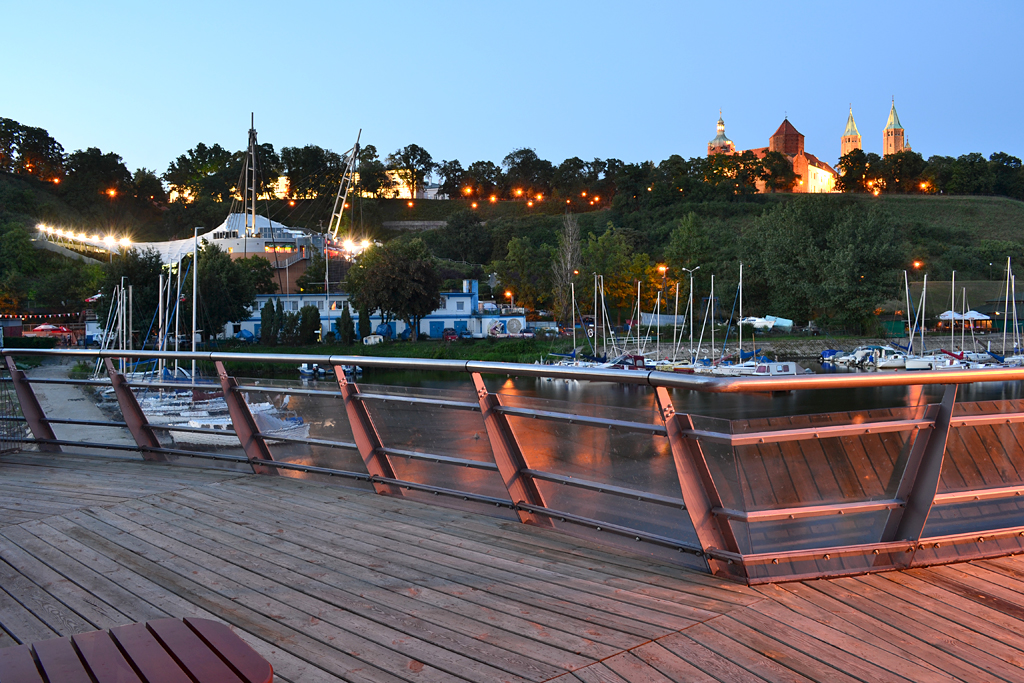
ヴィスワ河岸にある野外劇場
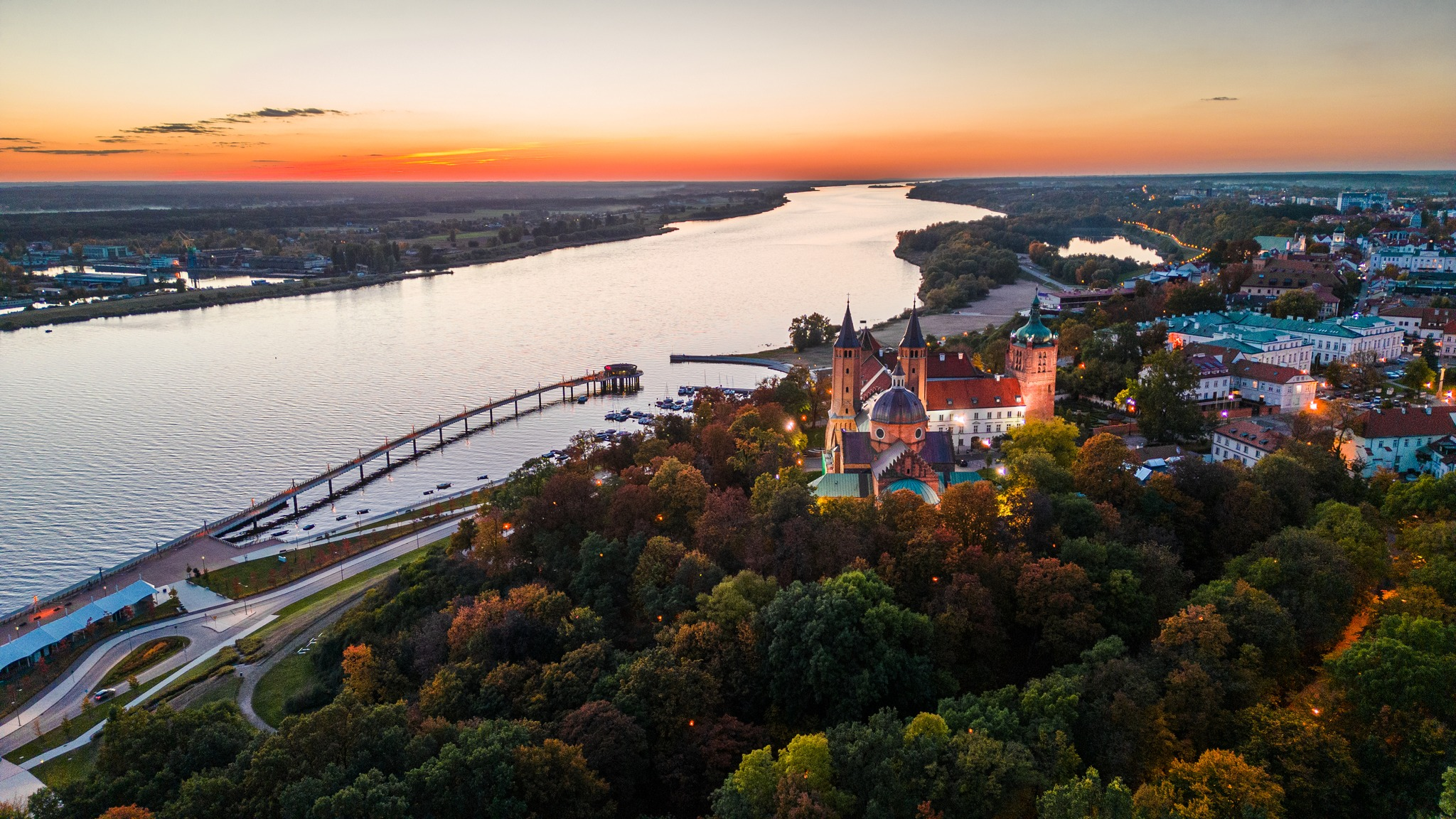

### ワルシャワ
ワルシャワはポーランドの首都で、中東部マゾフシェ県の県都。ヴィスワ川中流に位置する、ポーランド最大の都市。英語ではWarsawと書く。国王や大貴族の邸宅であったすばらしい宮殿があちこちにあり、街の規模に比して宮殿の非常に多い都市として、歴史的建築物の多いヨーロッパにおいてさえも異彩を放っている。旧市街を中心とした「ワルシャワ歴史地区」は第二次世界大戦で破壊されたが、戦時中にレジスタンス活動の一環で建築物は全て詳細な図面をとって隠してあり、戦後これらの図面を基に建築物は市民の手によって完全に再建され、ユネスコの世界遺産に登録されている。さらに、第二次世界大戦で破壊された市内各所の宮殿群も同様の経緯で現在も次々と元通りに再建されつつある。毎年5月初旬には大規模なパレードがあり、このとき1万人もの市民がベートーヴェン交響曲第9番第4楽章の「歓喜の歌」を歌うことが伝統行事となっている。ワジェンキ宮殿公園のショパン像広場では、毎年5月半ばから9月末まで毎週日曜日の正午と午後4時の2回、無料の屋外ピアノコンサートが開かれる。

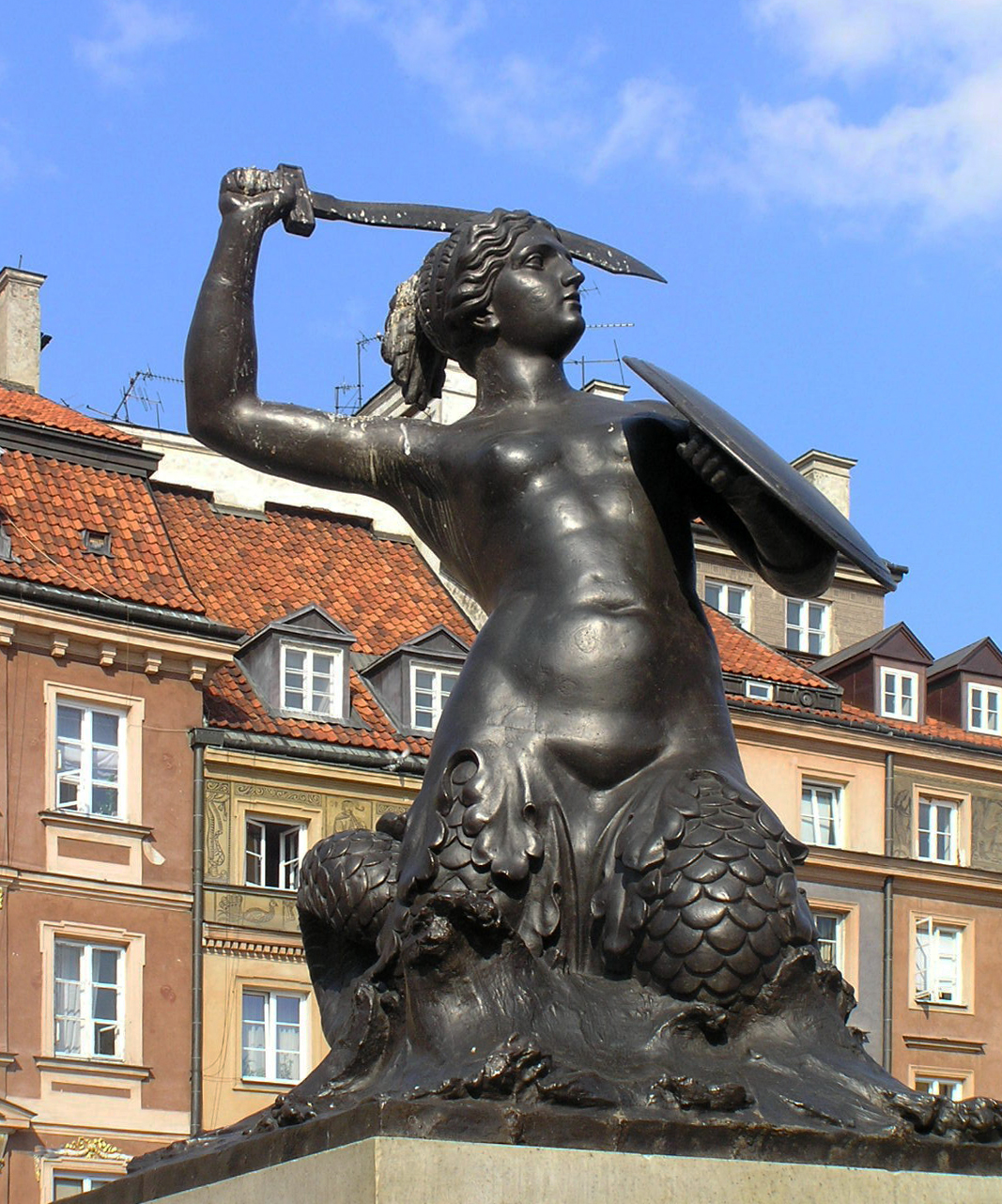
人魚像
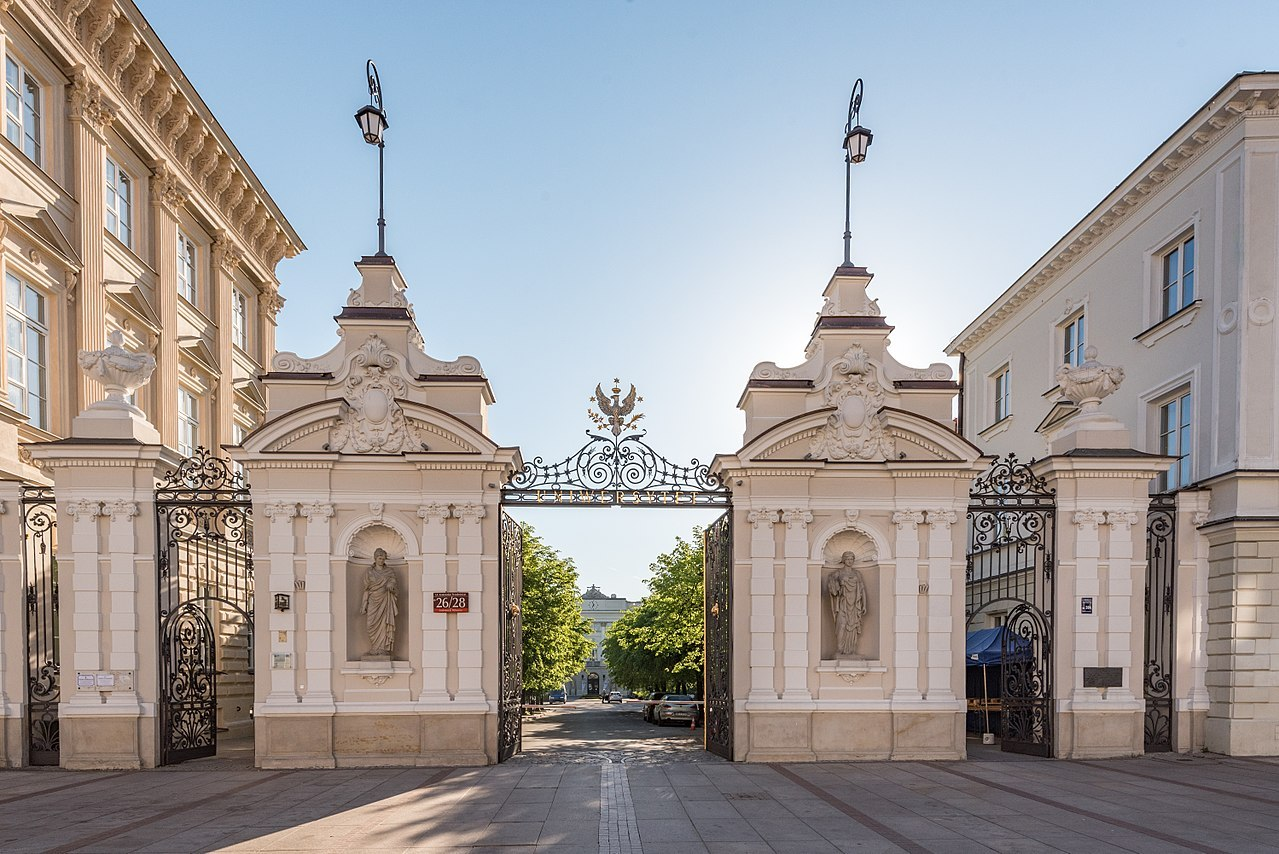
ワルシャワ大学メインキャンパス正門
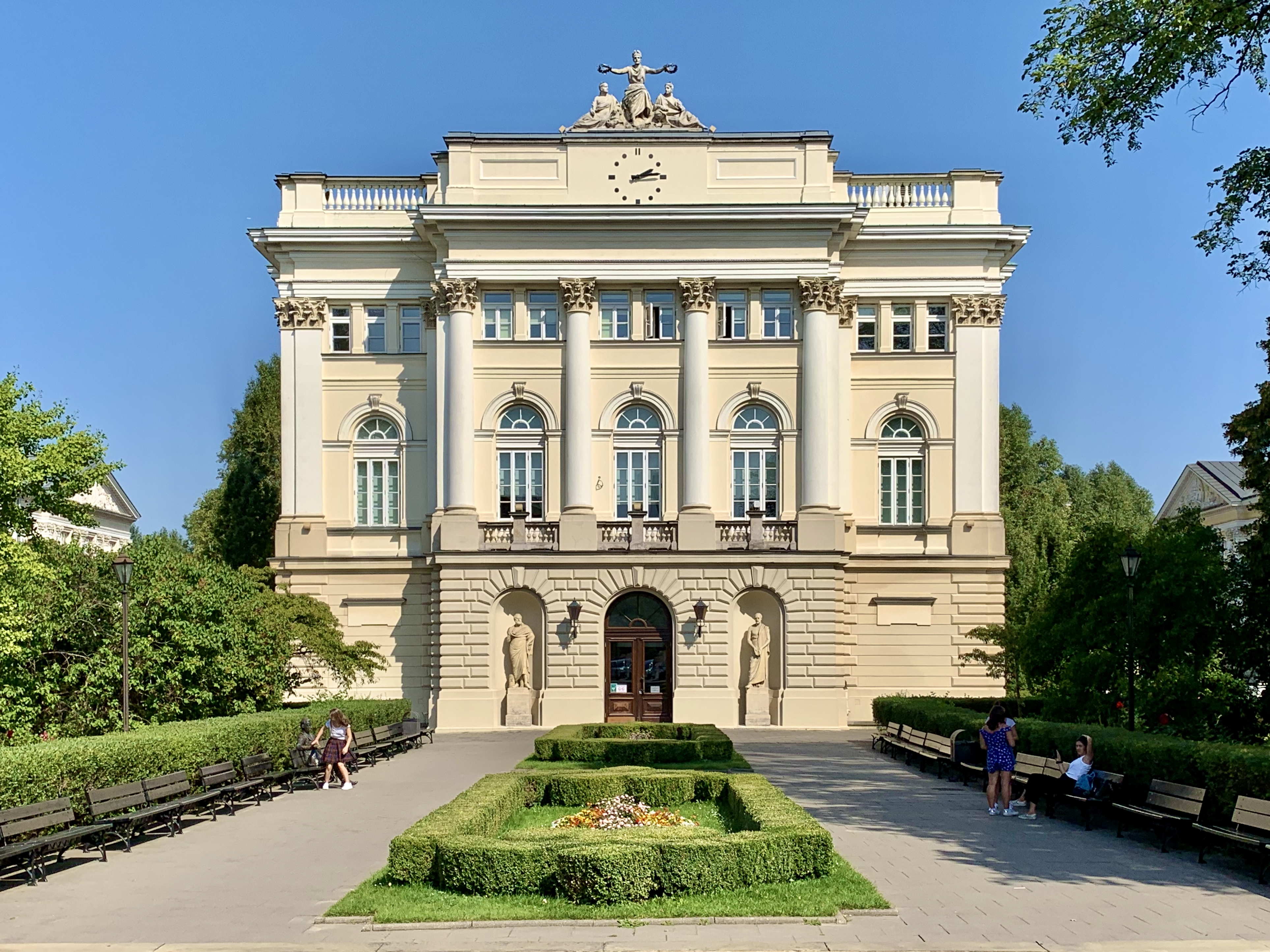
ワルシャワ大学旧図書館
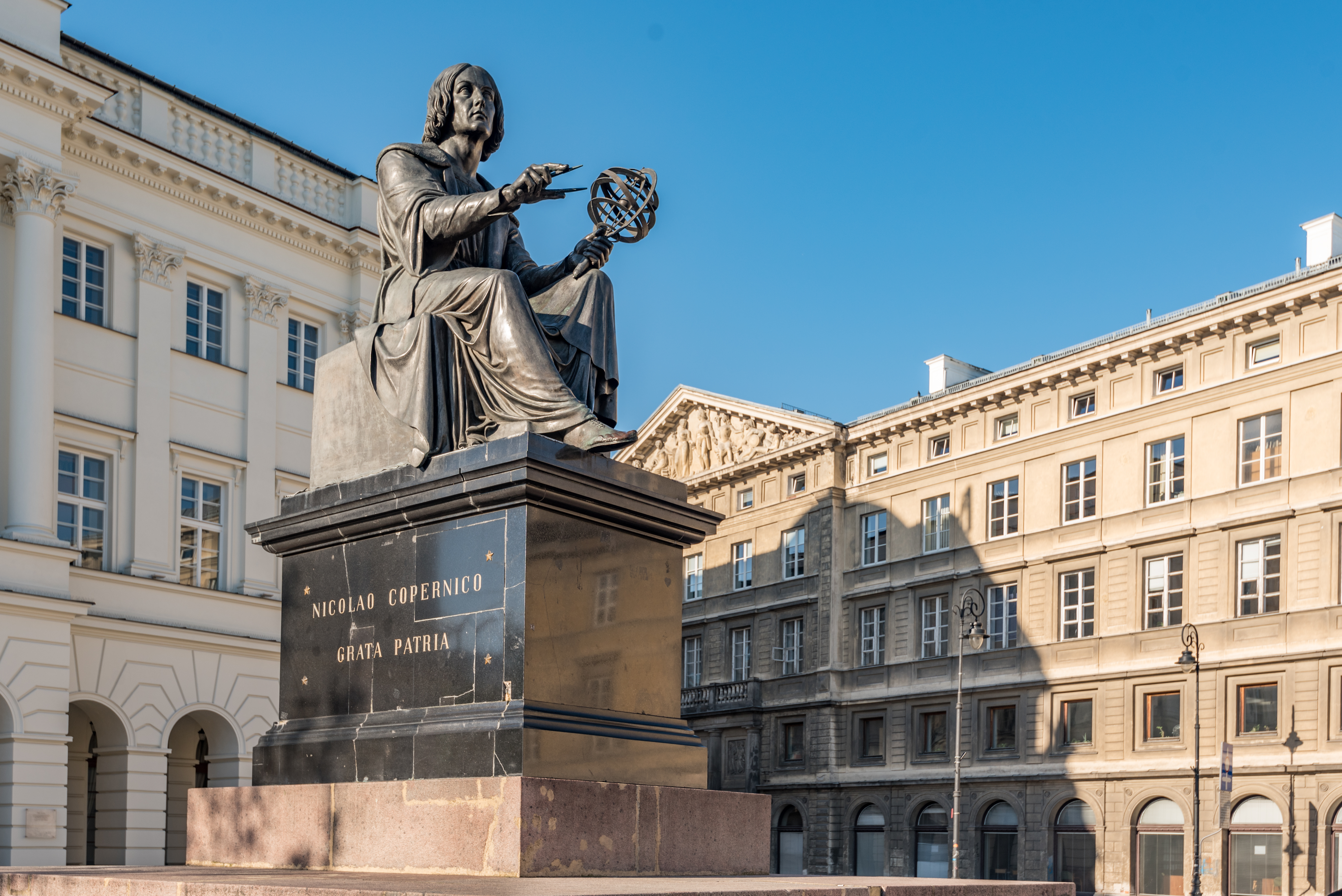
コペルニクス像とスタシッツ家の宮殿（現ポーランド科学アカデミー）
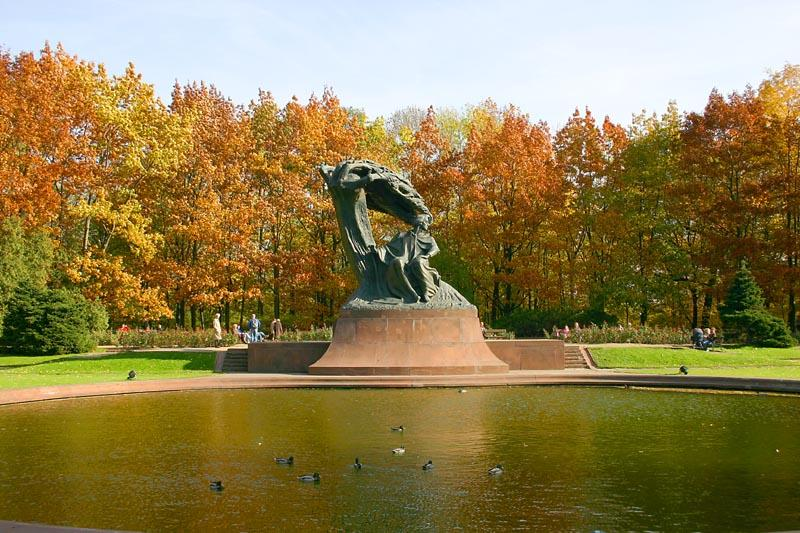
ショパンの銅像

### ジェラゾヴァ・ヴォラ
ジェラゾヴァ・ヴォラはマゾフシェ地方の田園風景が美しい村。作曲家フレデリック・ショパンの生家が博物館として保存されている。ワルシャワから近い。また、この地方はショパンの生家のようなマナー・ハウスが非常に多く、多くはよく保存されており、いくつかは一般の住宅として使用されている。

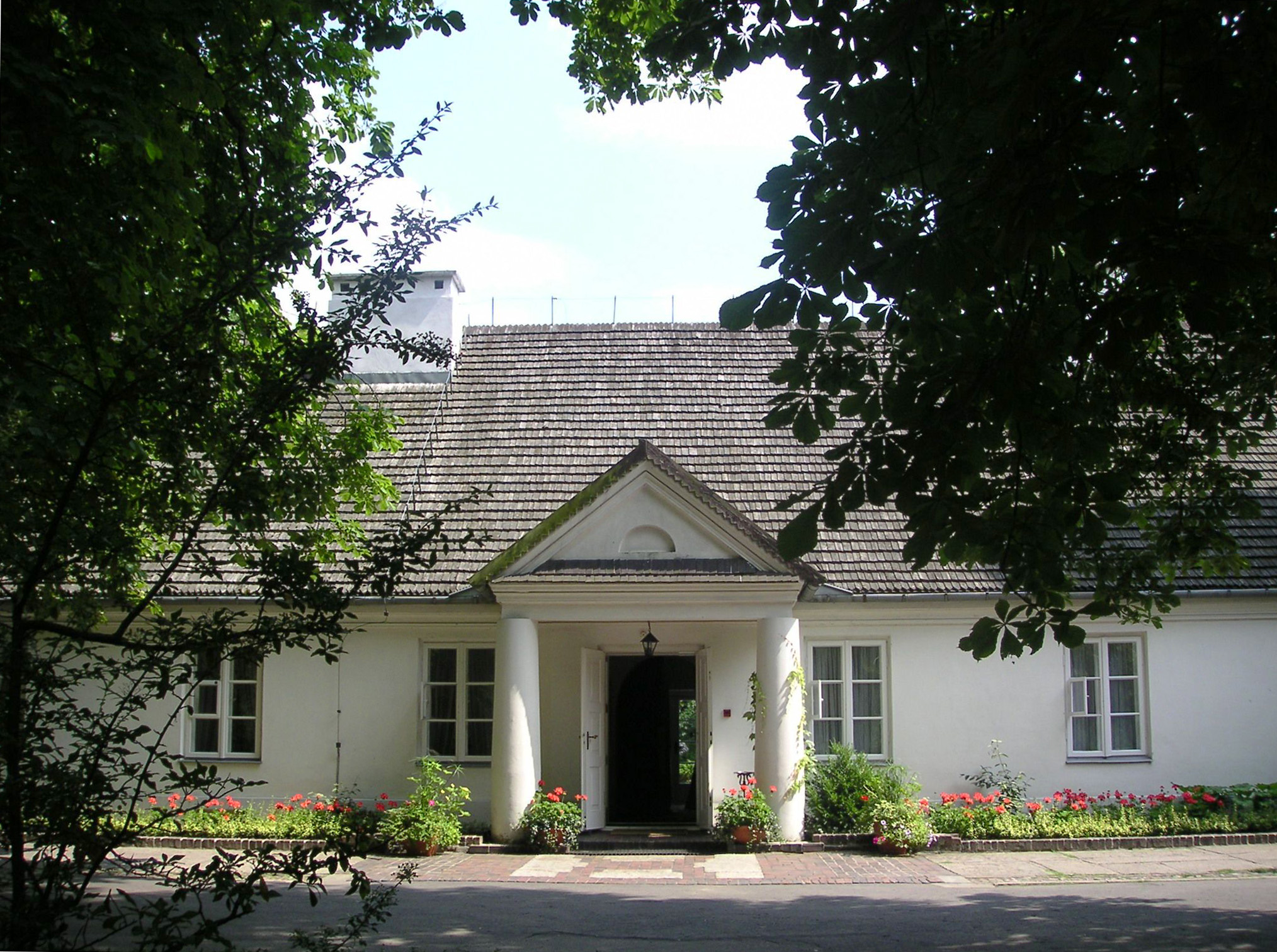
ショパンの生家
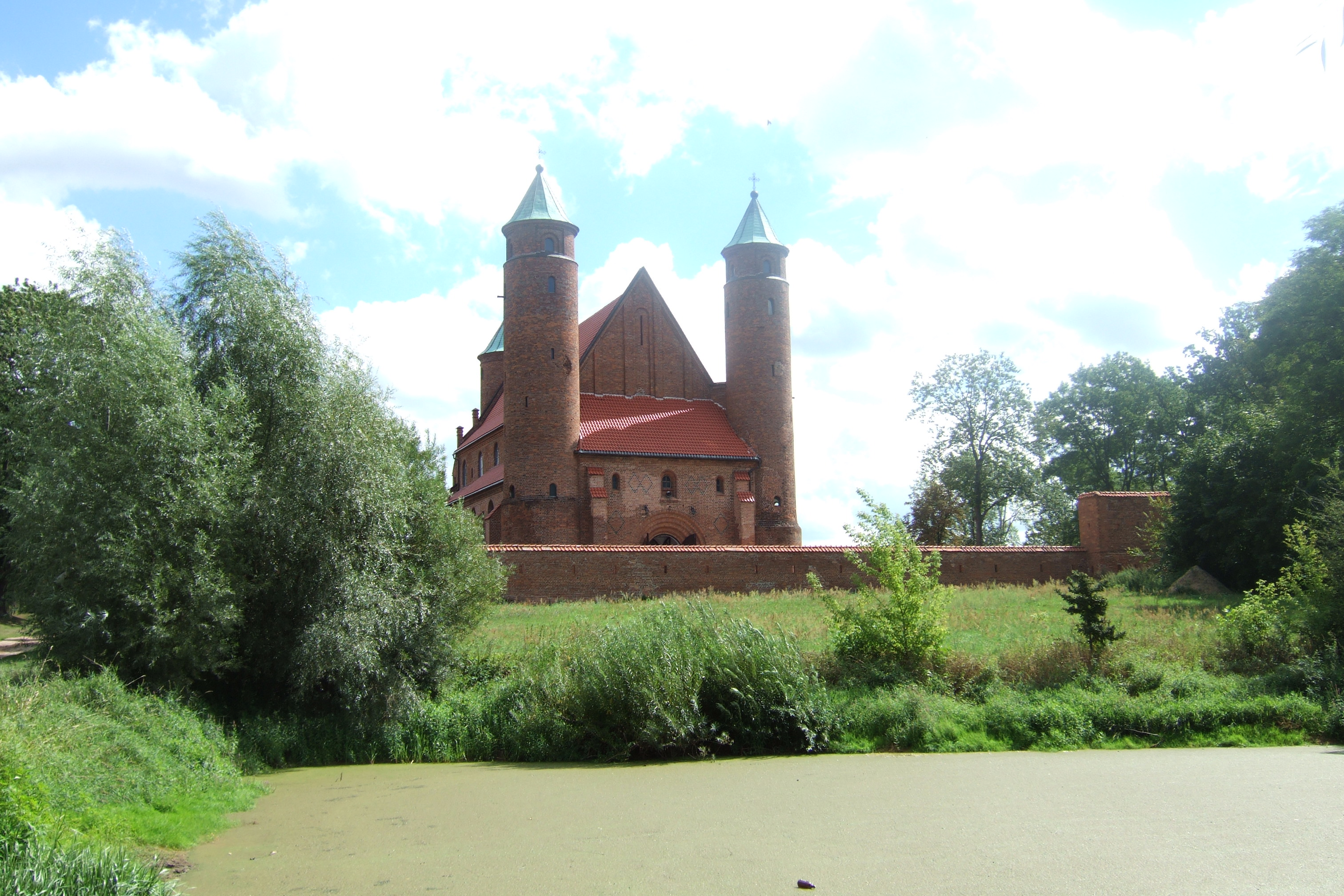
聖ロクスと洗礼者ヨハネの教会 ショパンの両親が結婚した教会であり、ショパンが幼児洗礼と堅信礼を受けた教会 近隣のブロフフ（Brochów）村
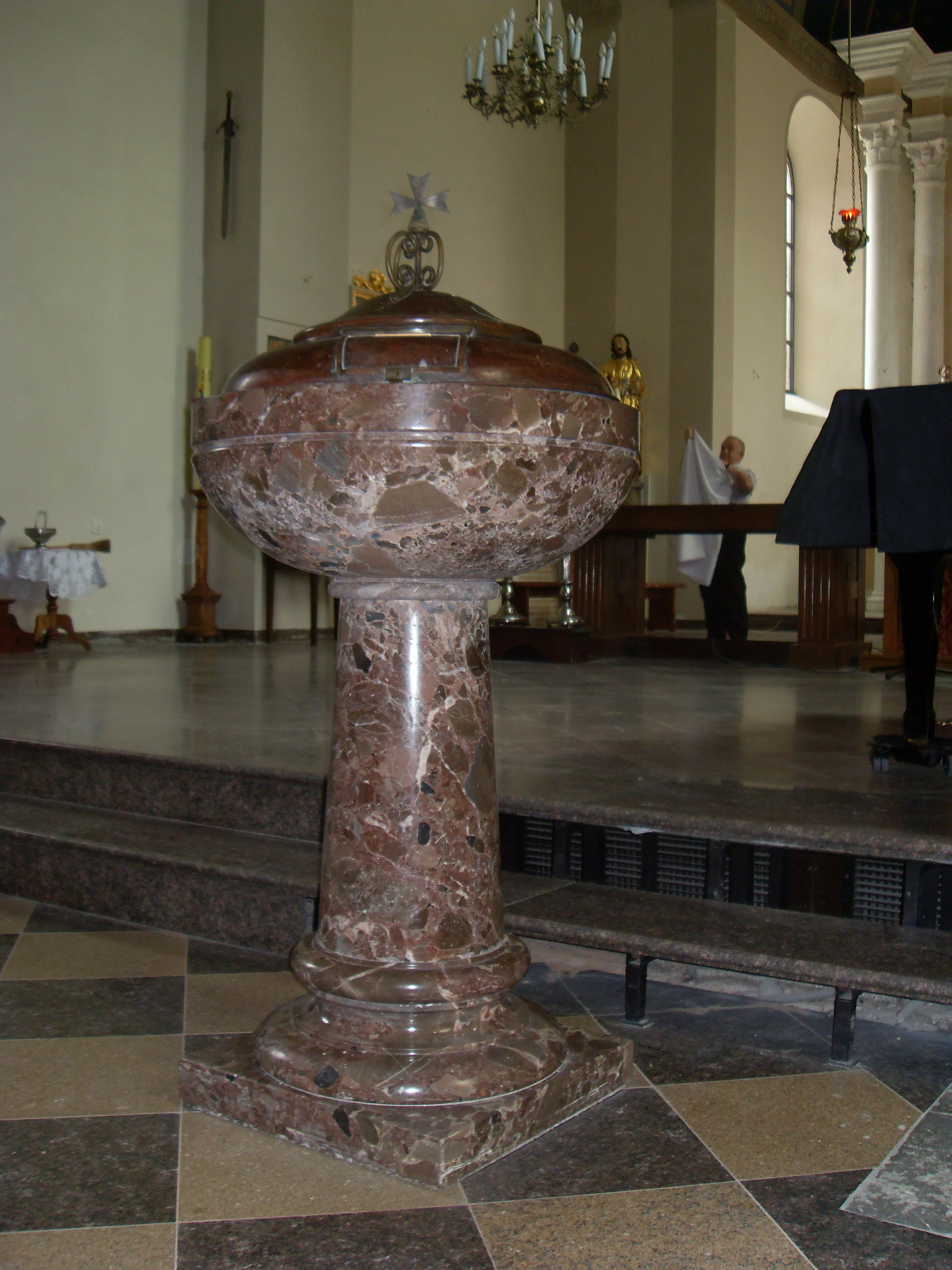
両親の結婚式とショパン本人の幼児洗礼と堅信礼で使われた聖水盤
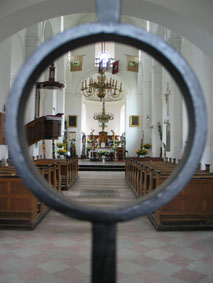
教会の祭壇
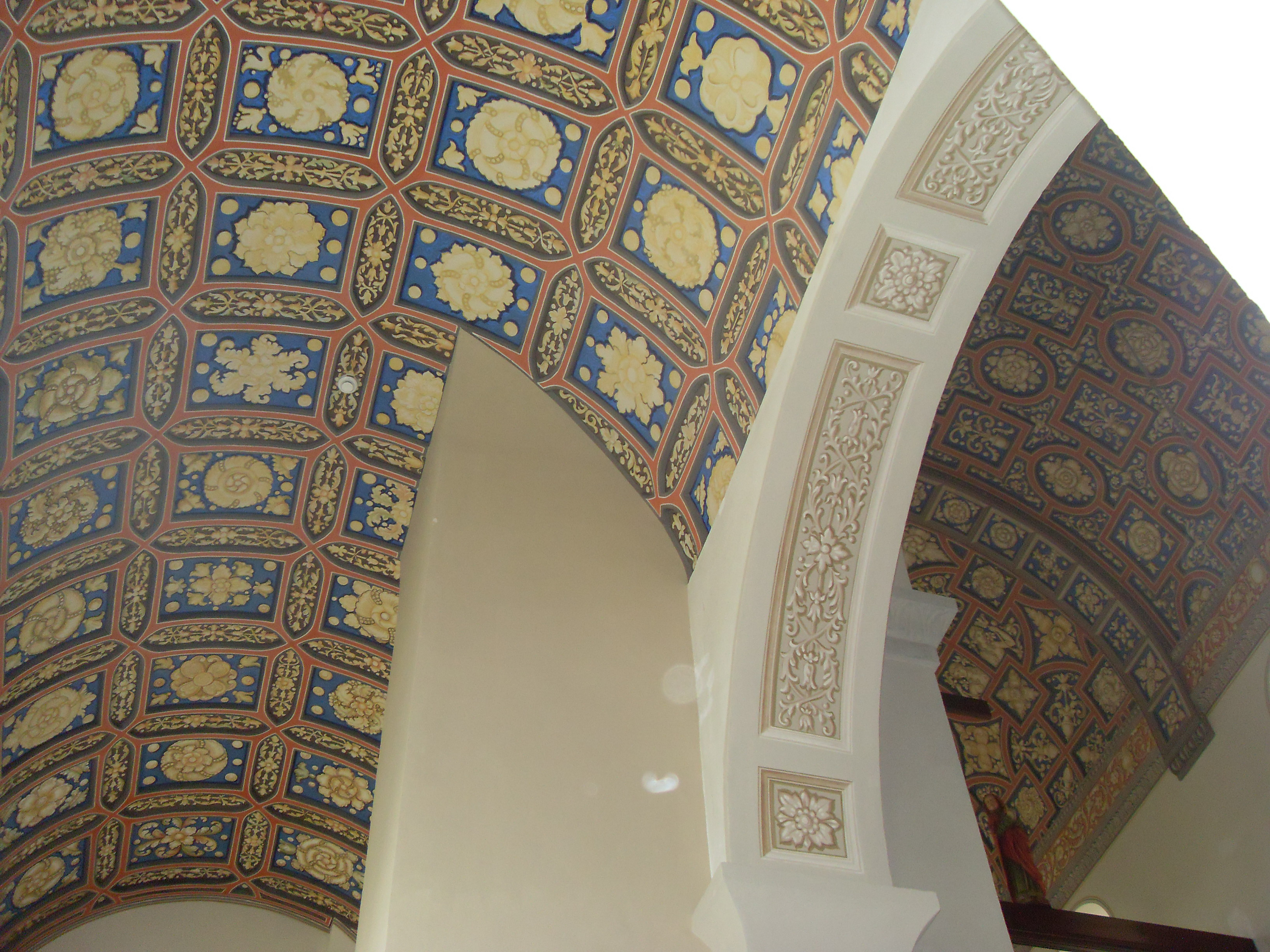
教会の天井
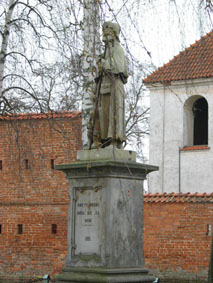
聖ロクス像
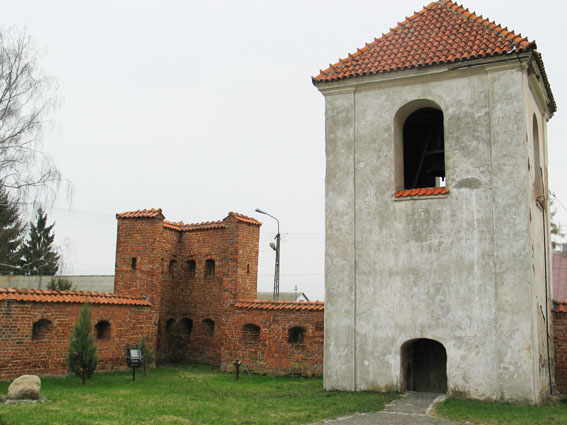
教会の鐘楼
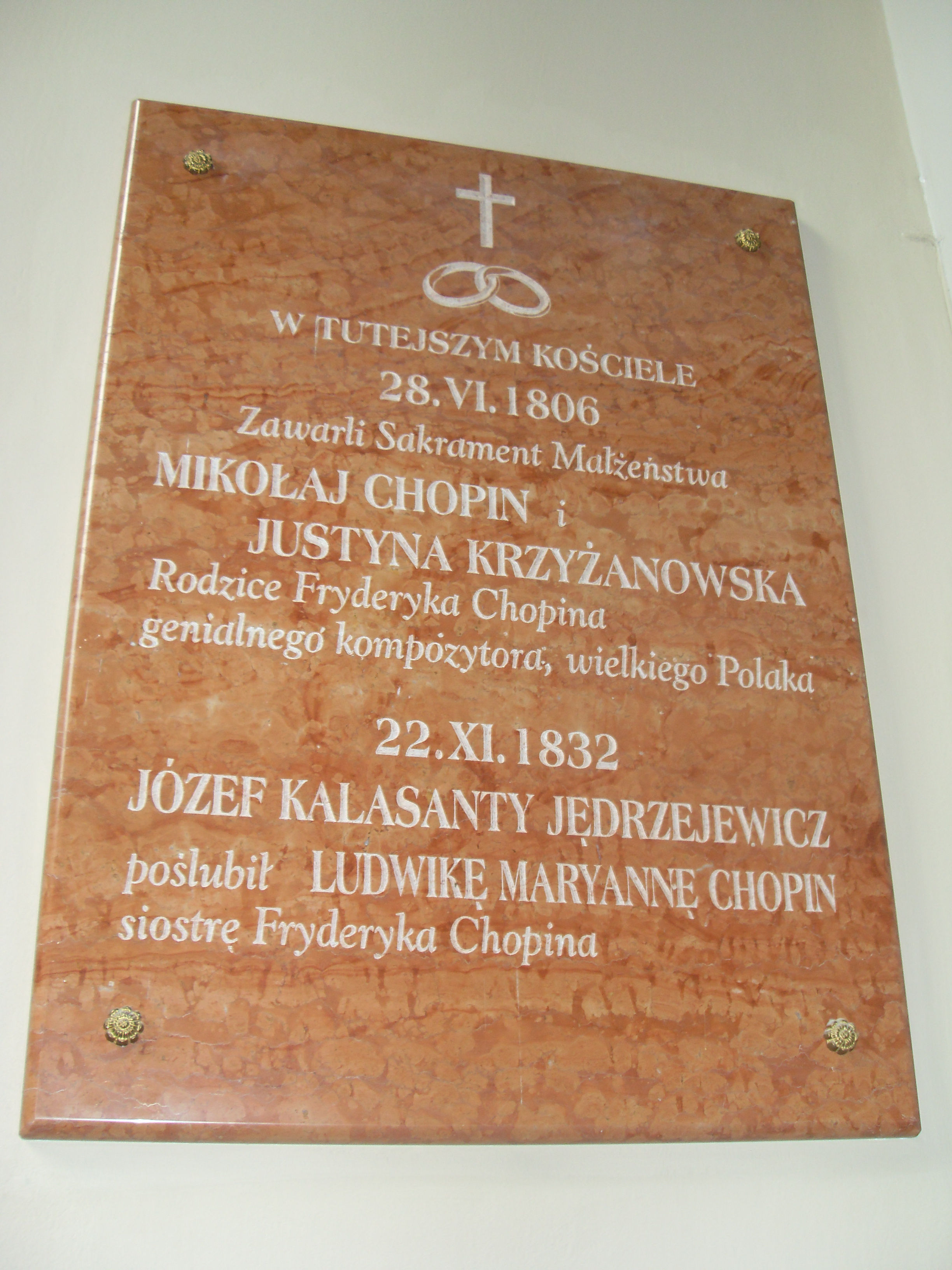
両親の結婚を示す記念板
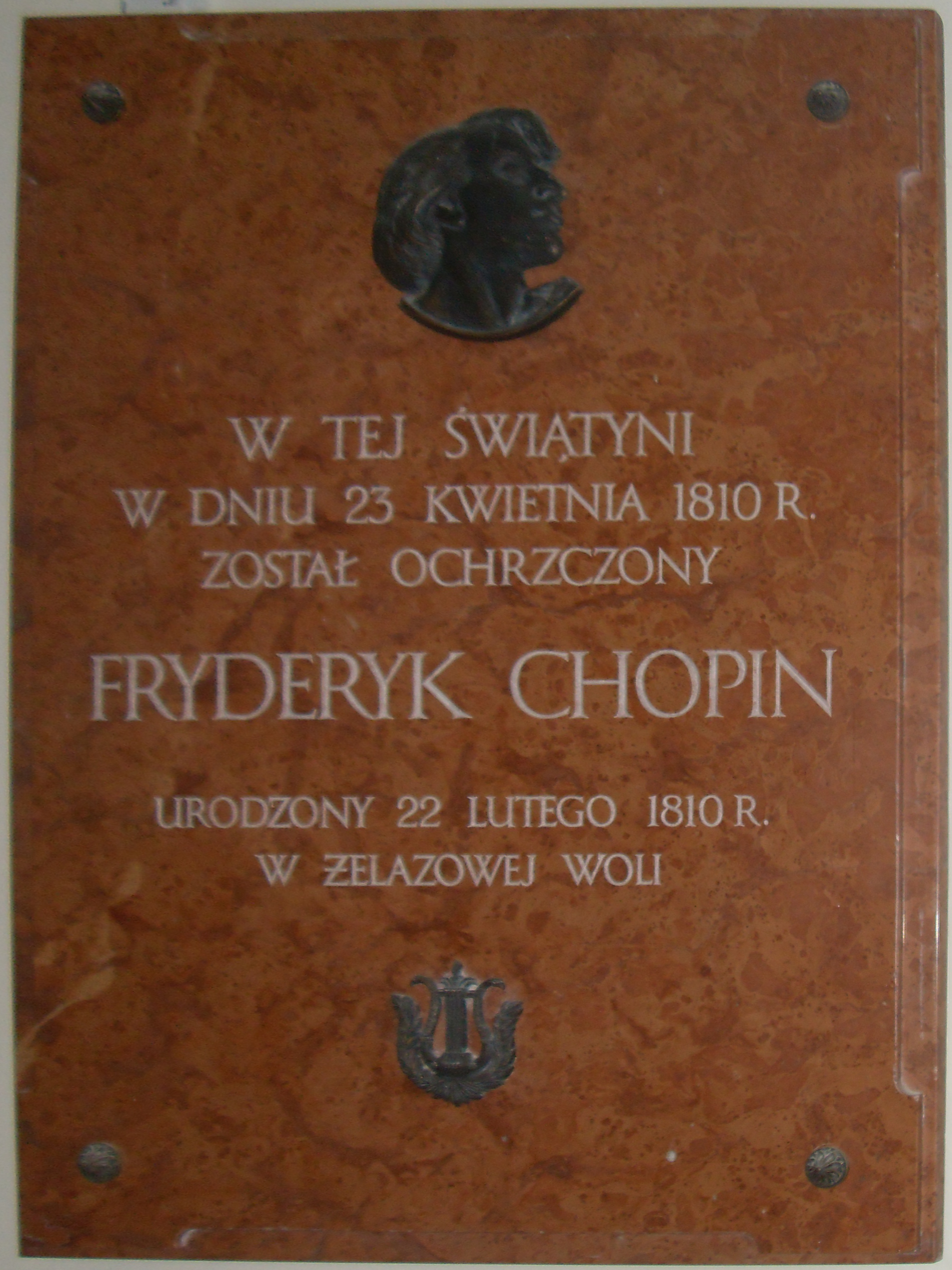
ショパンの幼児洗礼の記念板
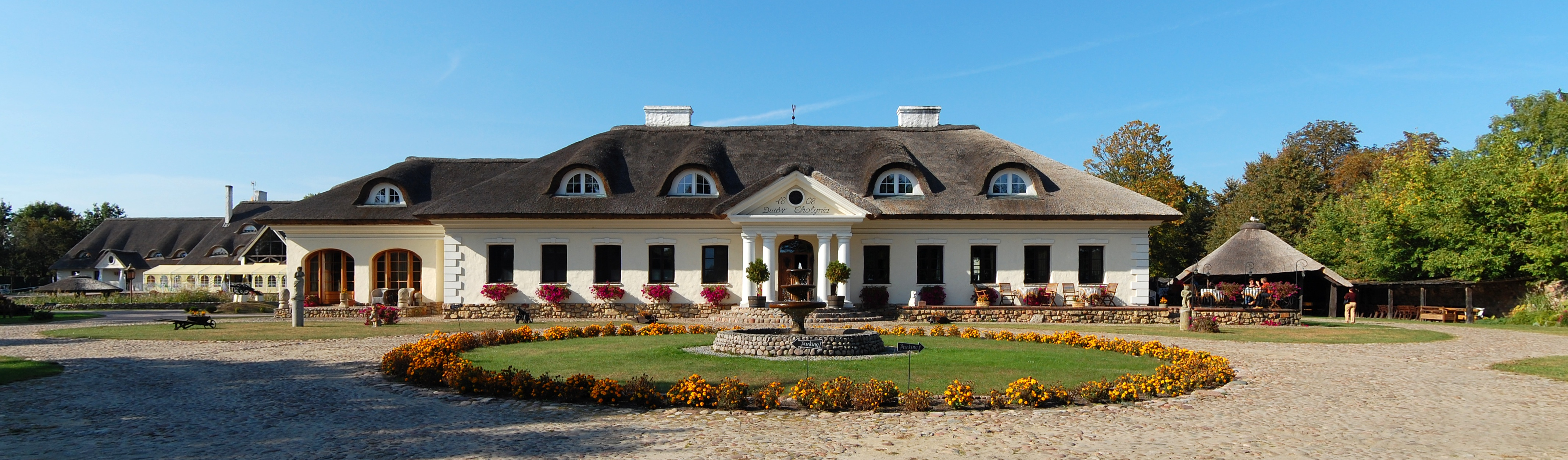
ホティニャ（Chotynia）村のマナー・ハウス
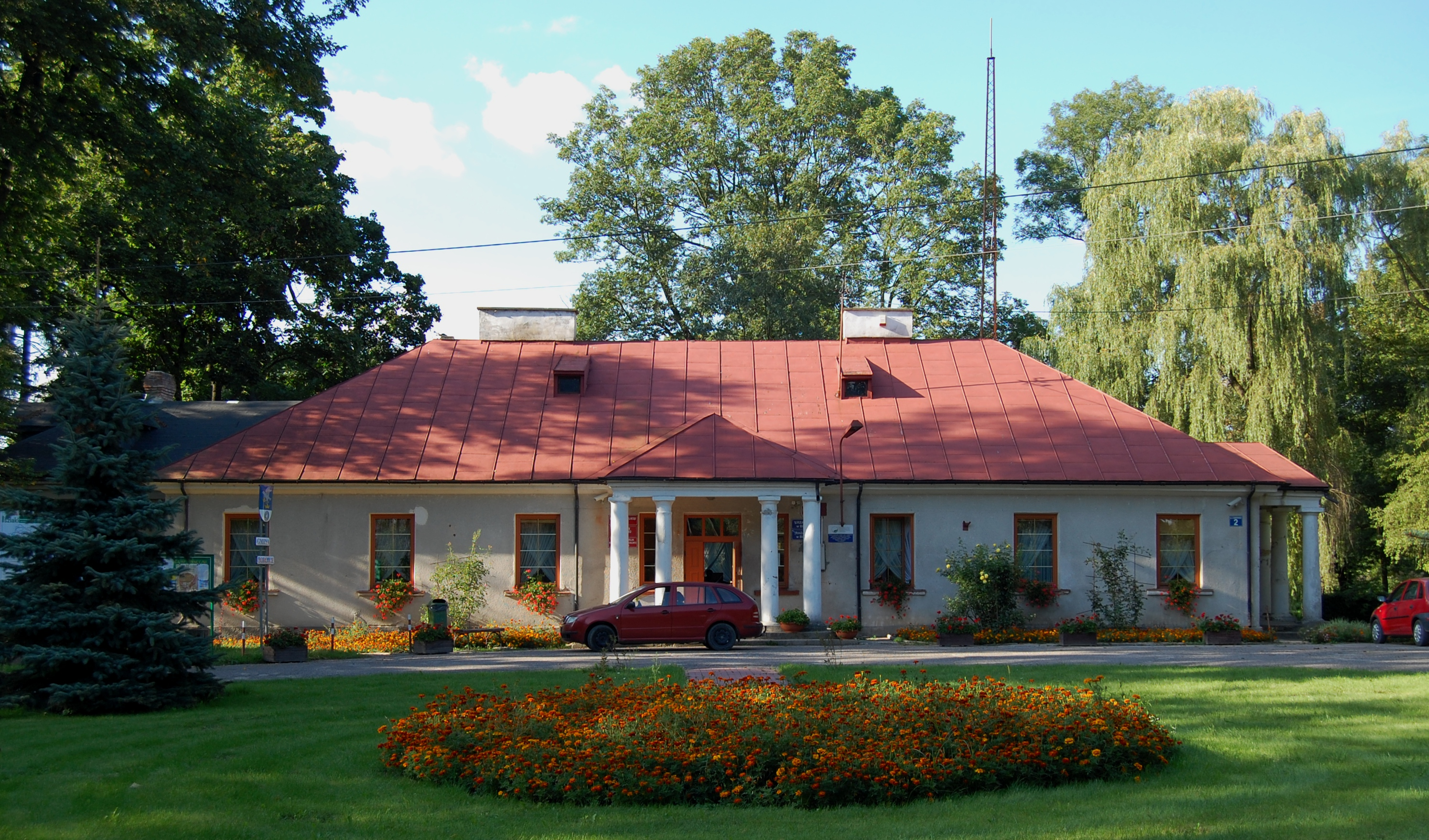
ボロヴィエ（Borowie）村のマナー・ハウス
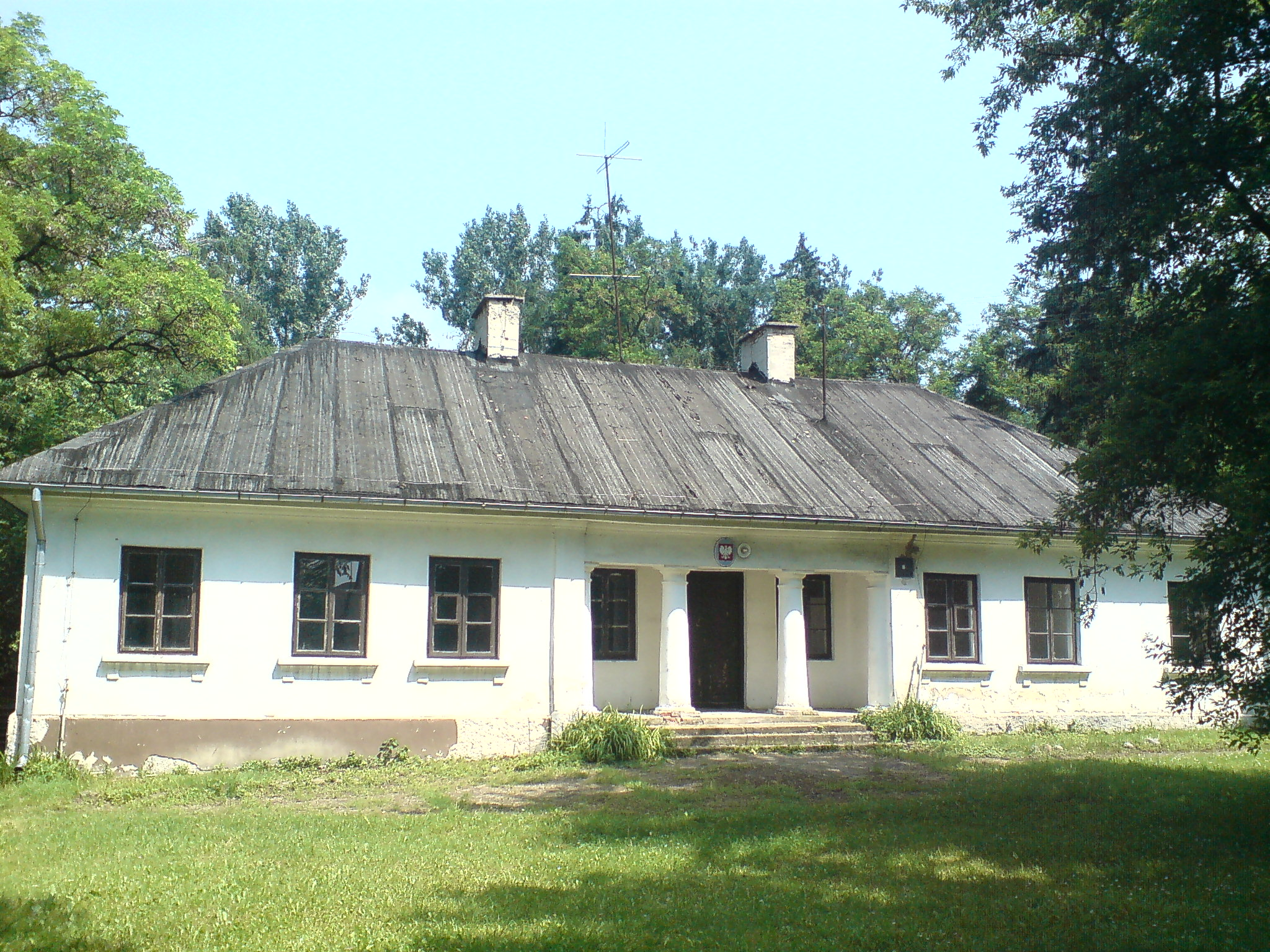
ドンブロヴァ（Dąbrowa）村のマナー・ハウス
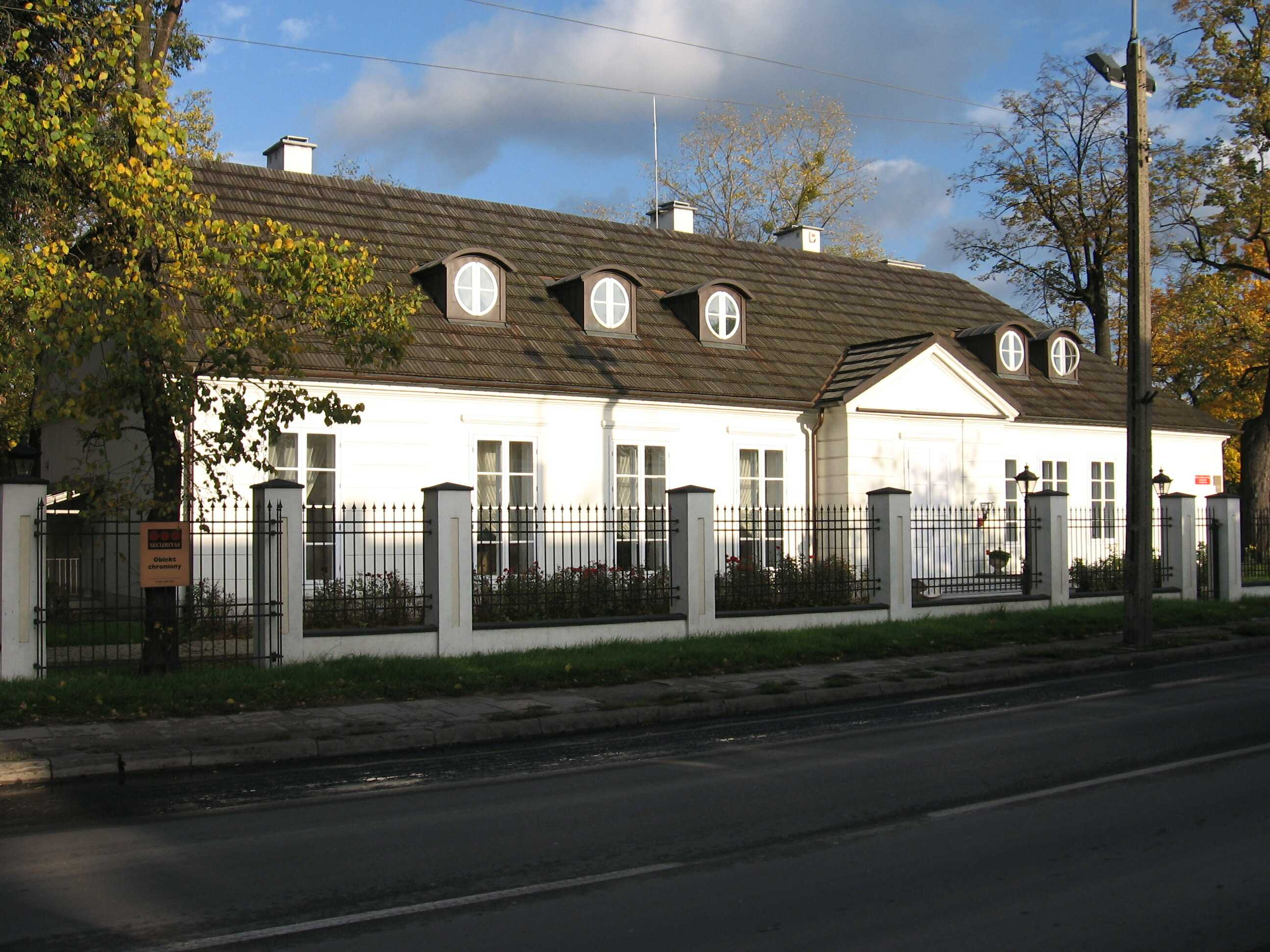
グロジスク・マゾヴィエツキ（Grodzisk Mazowiecki ）のマナー・ハウス
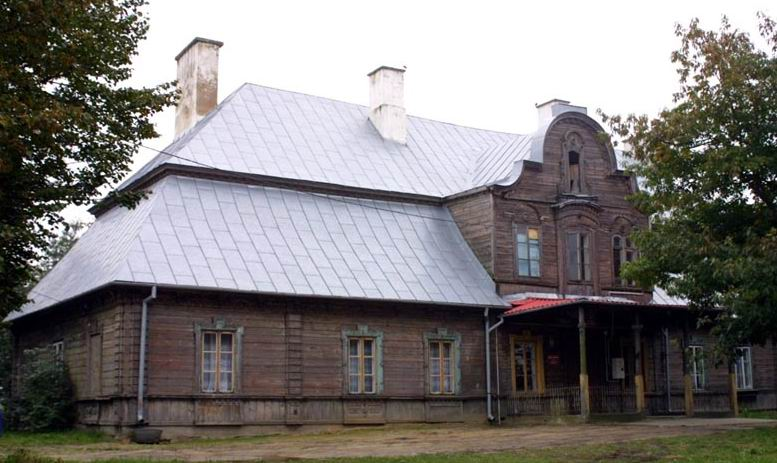
コジュウニェヴォ・ヴィエルキェ（Koźniewo Wielkie）のマナー・ハウス
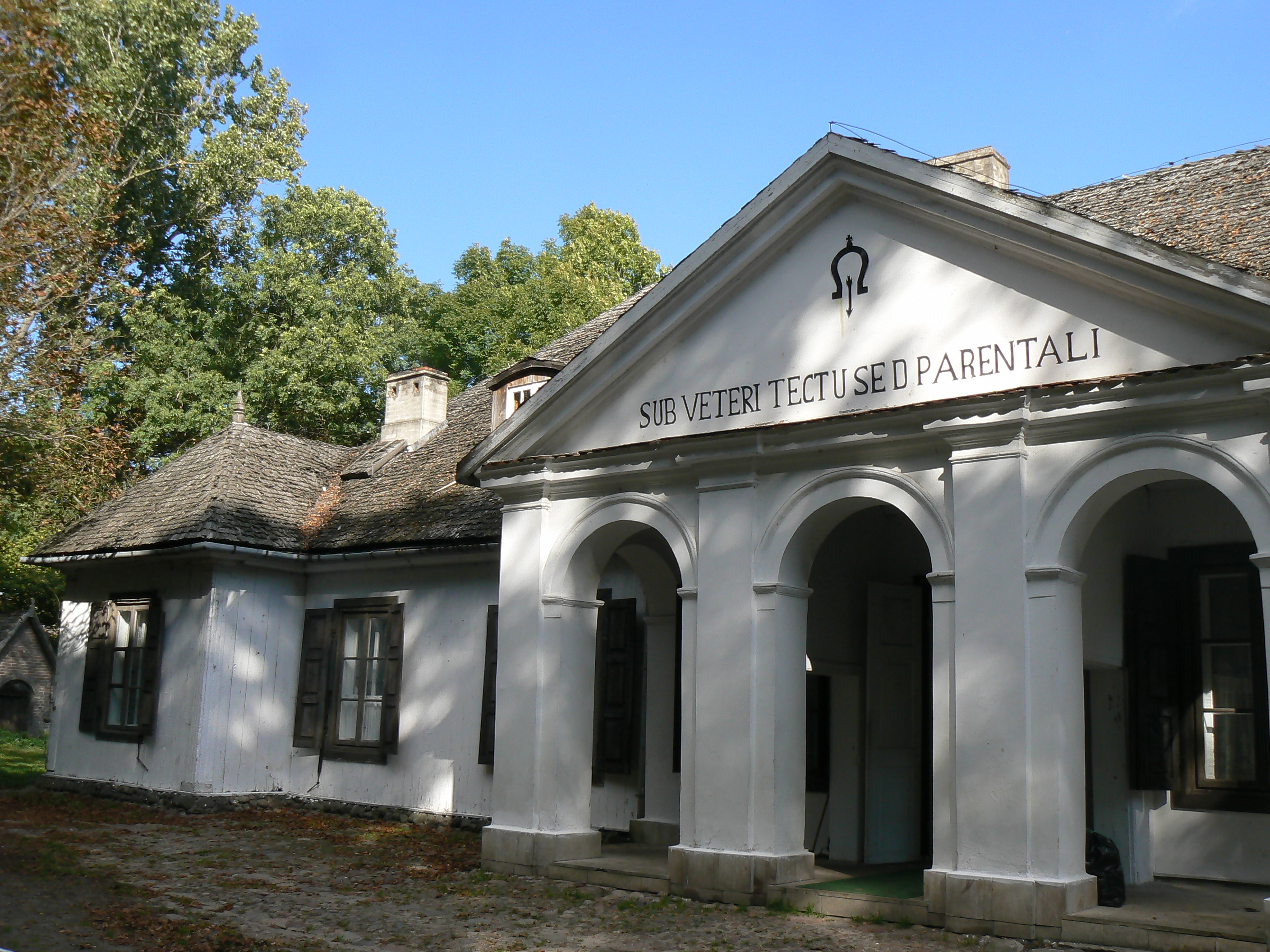
ノヴァ・スハ（Nowa Sucha）のマナー・ハウス
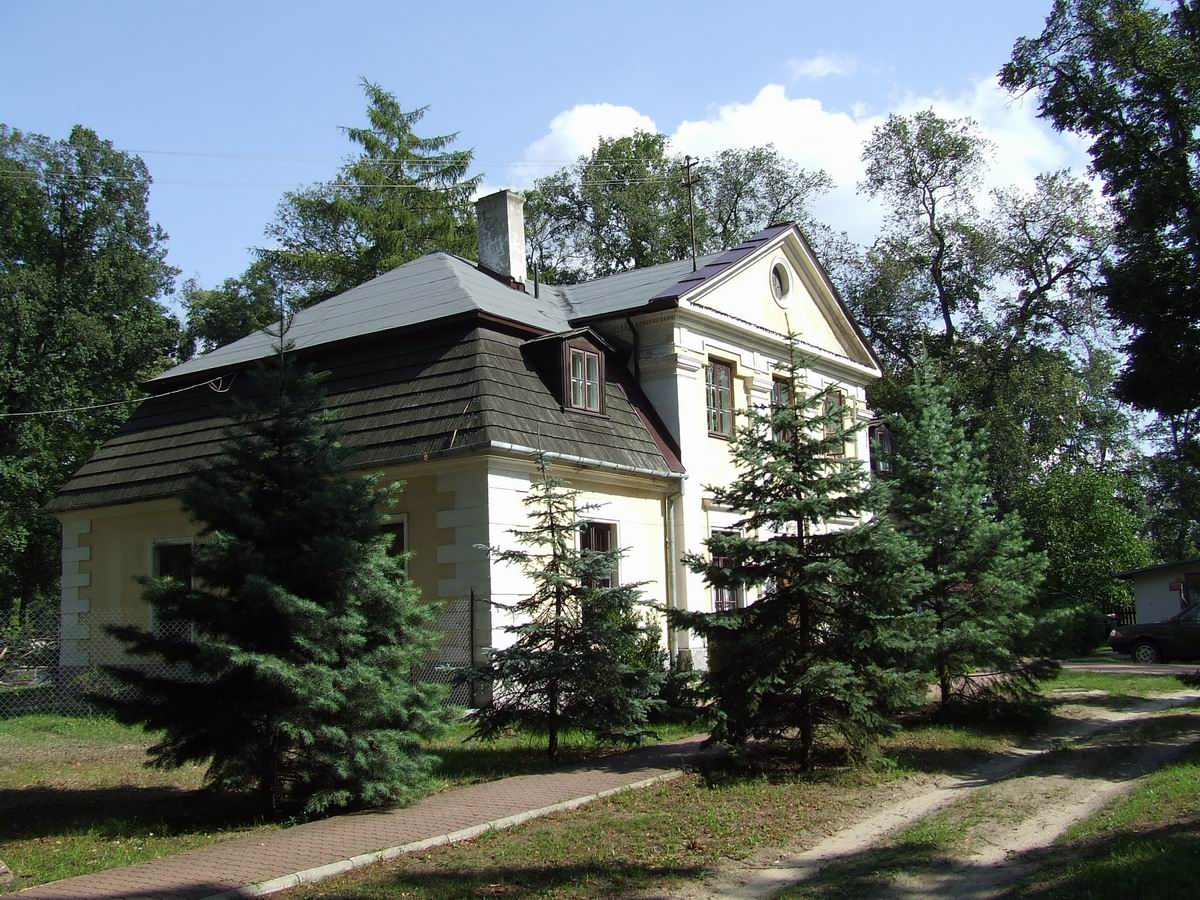
リプクフ（Lipków）村のマナー・ハウス
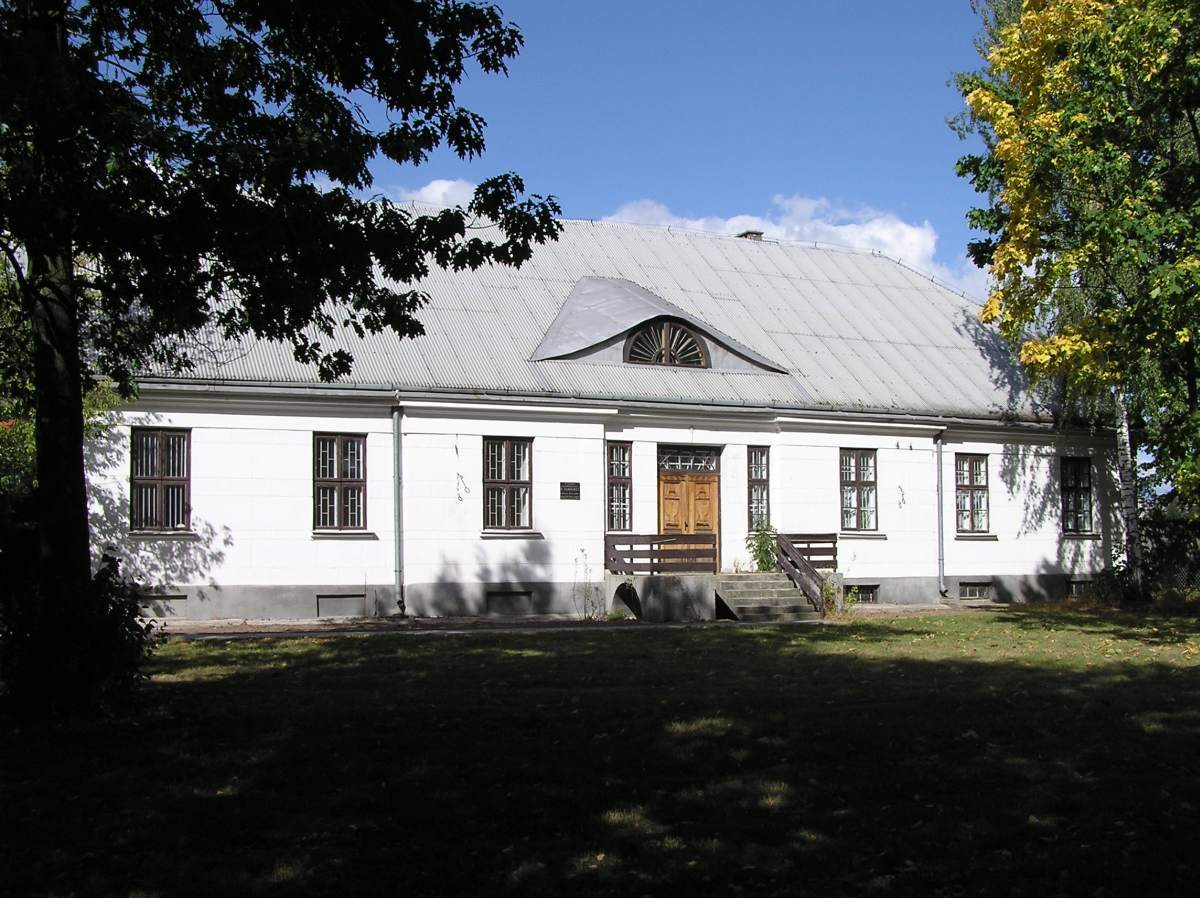
プウォニスク（Płońsk）近郊のポシヴィエントネ（Poświętne）村のマナー・ハウス ノーベル文学賞受賞者で小説『クオ・ヴァディス』の作家として有名なヘンリク・シェンキェヴィチの住んだ家
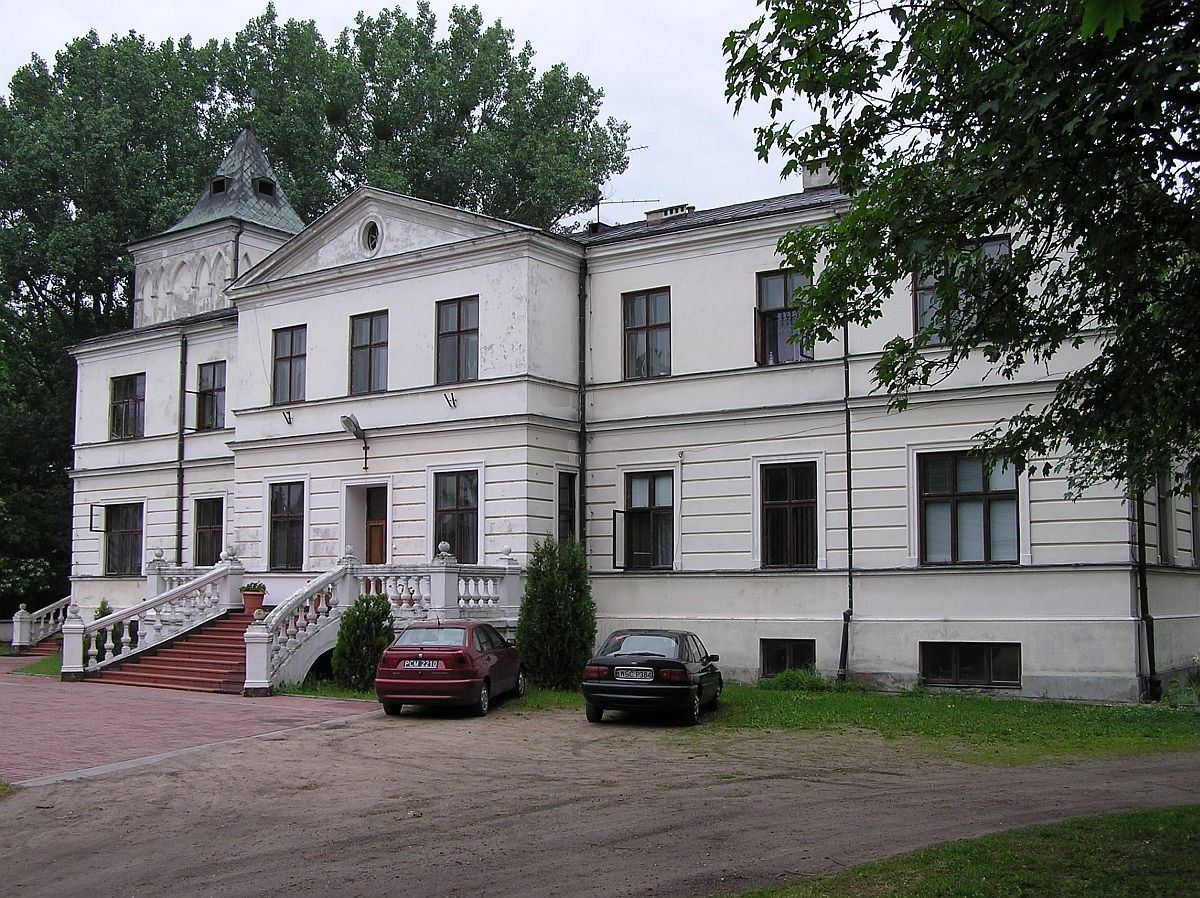
イウフ（Iłów）郡ギジツェ（Giżyce）村のマナー・ハウス
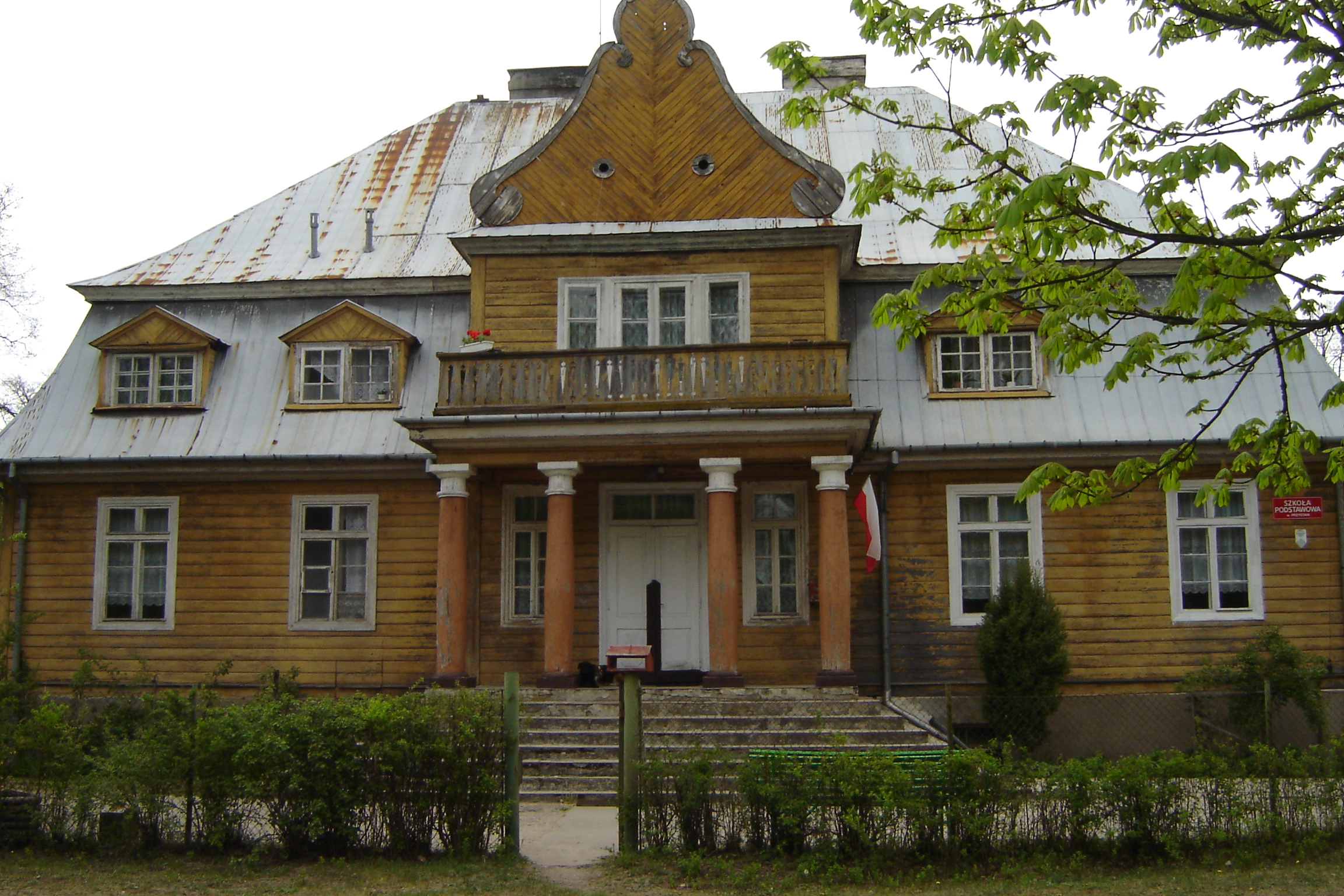
プシスタニ（Przystań）村のマナー・ハウス
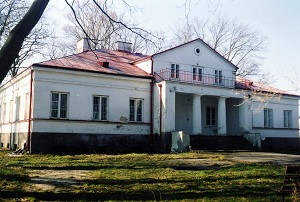
スフチン（Sufcin）村のマナー・ハウス
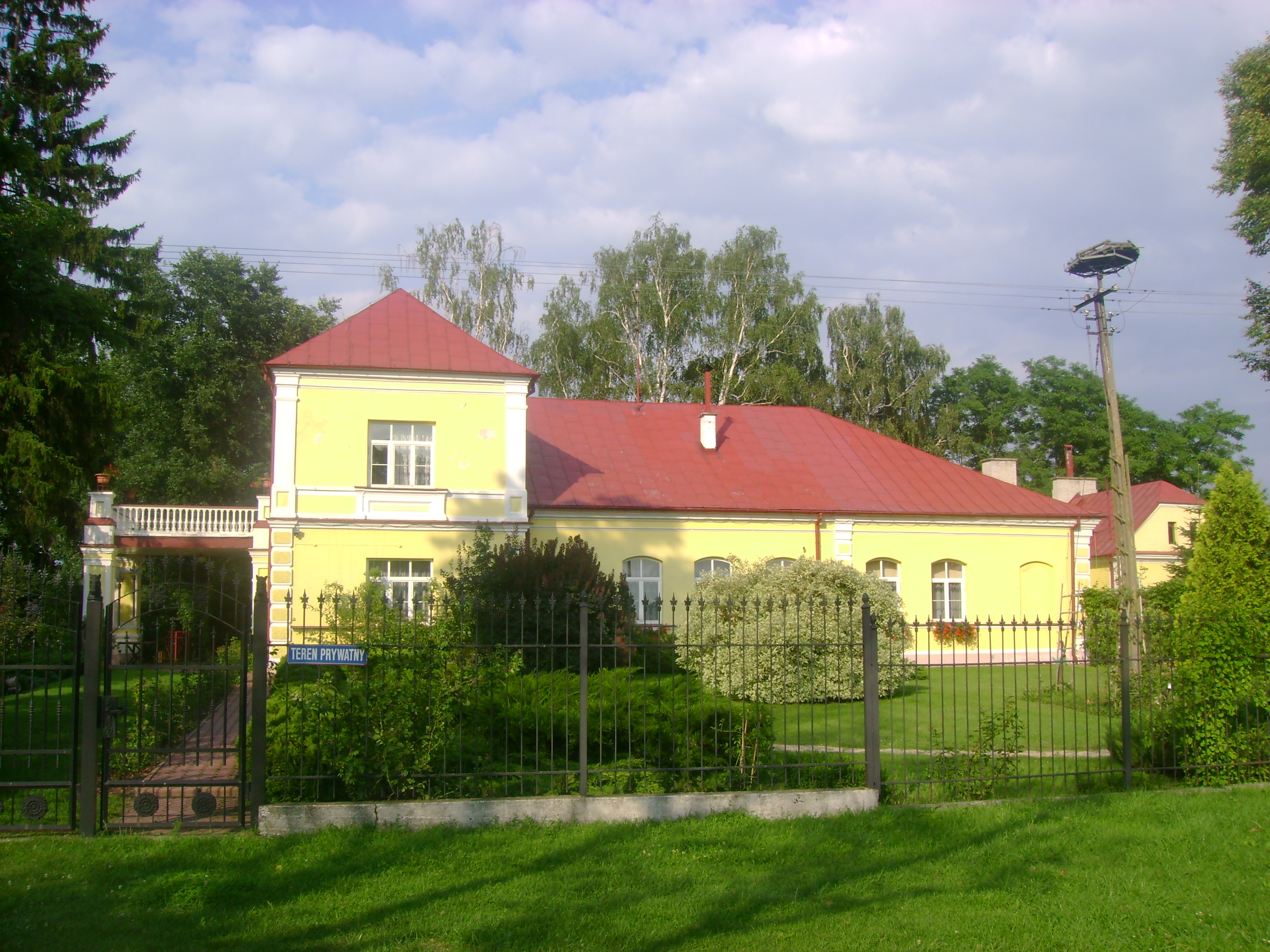
ザブジェ（Zabuże）村のマナー・ハウス
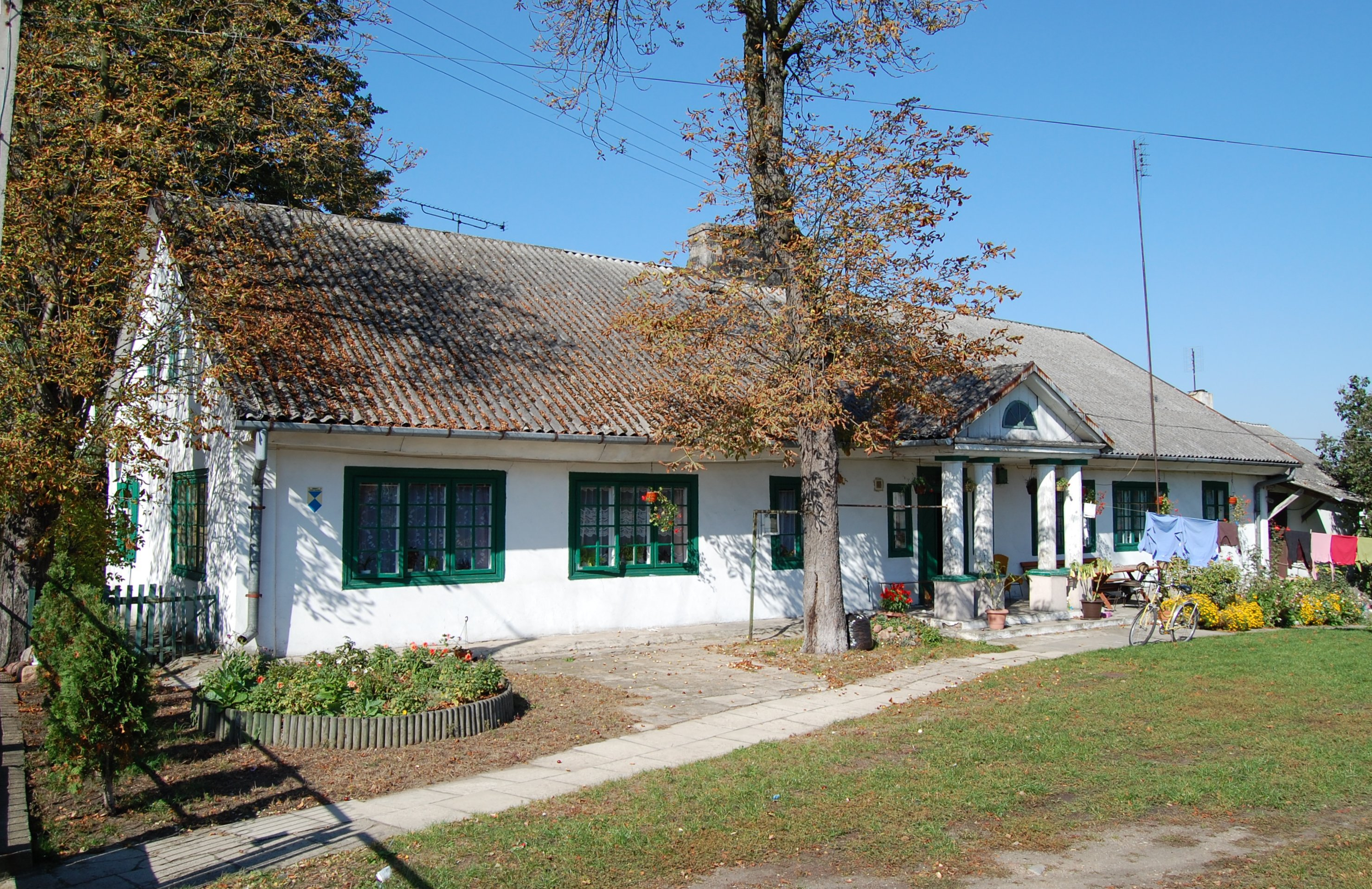
ジェレフフ（Żelechów）村のマナー・ハウス

### マゾフシェ県（ワルシャワを除く）の宮殿群
この地方の領主は古い家系のシュラフタ（ポーランド貴族）が多く、その領地も代々の分割相続を重ねて中小規模となったものが多いため、彼らの本宅となっている宮殿でさえも派手で豪壮なものはあまり多くない。また、大貴族が別荘ないしワルシャワ郊外の抱屋敷として所有していたものもある。全体的にこぢんまりと落ち着いた女性的な外観を持つ傾向がある。博物館やホテルとなっていることが多いが、共産主義時代に当時の政府がもとの所有者から押収したまま廃墟の状態で払い下げを待っているものもある。

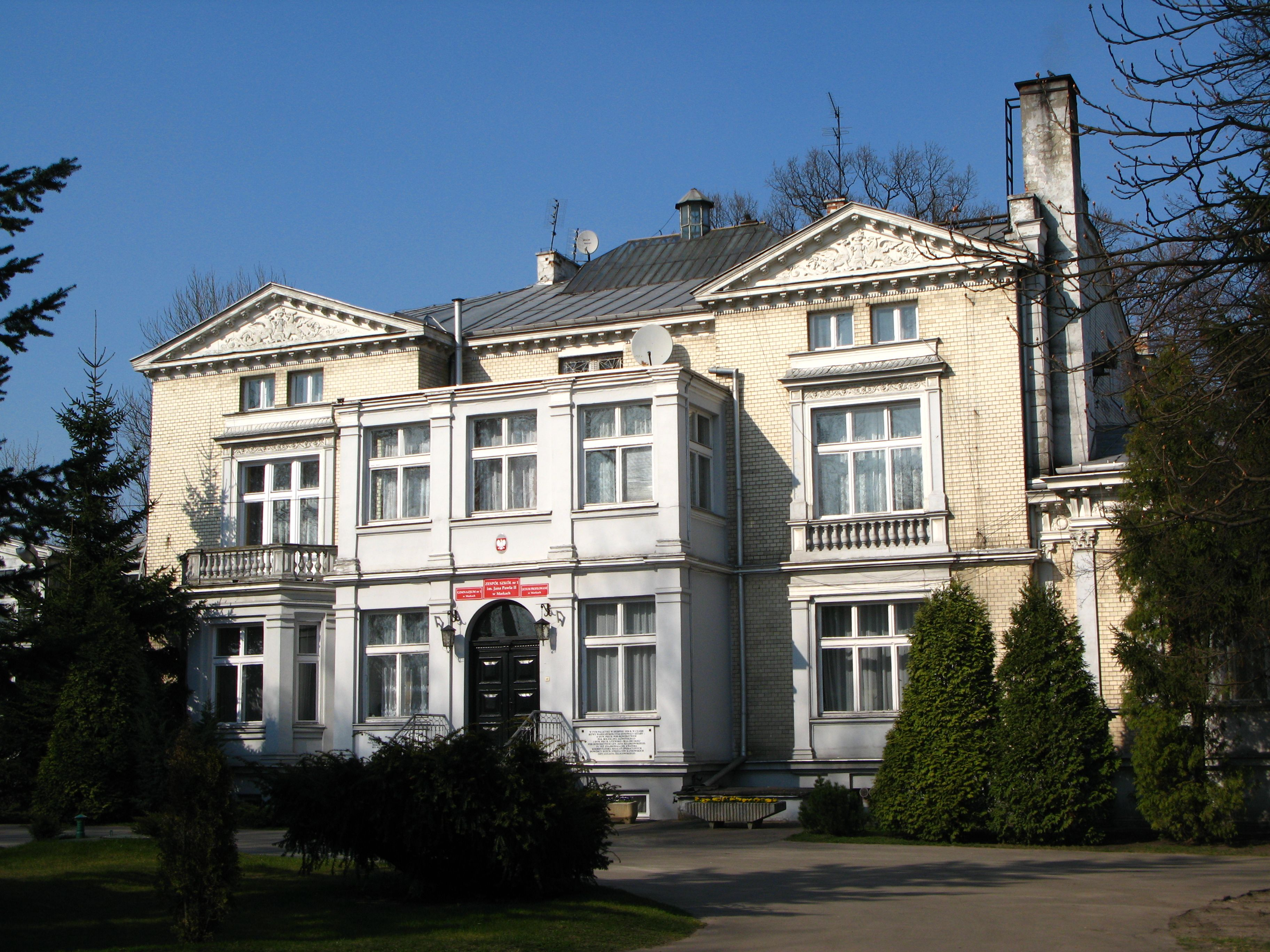
マルク（Marki）村のブリッグス家宮殿
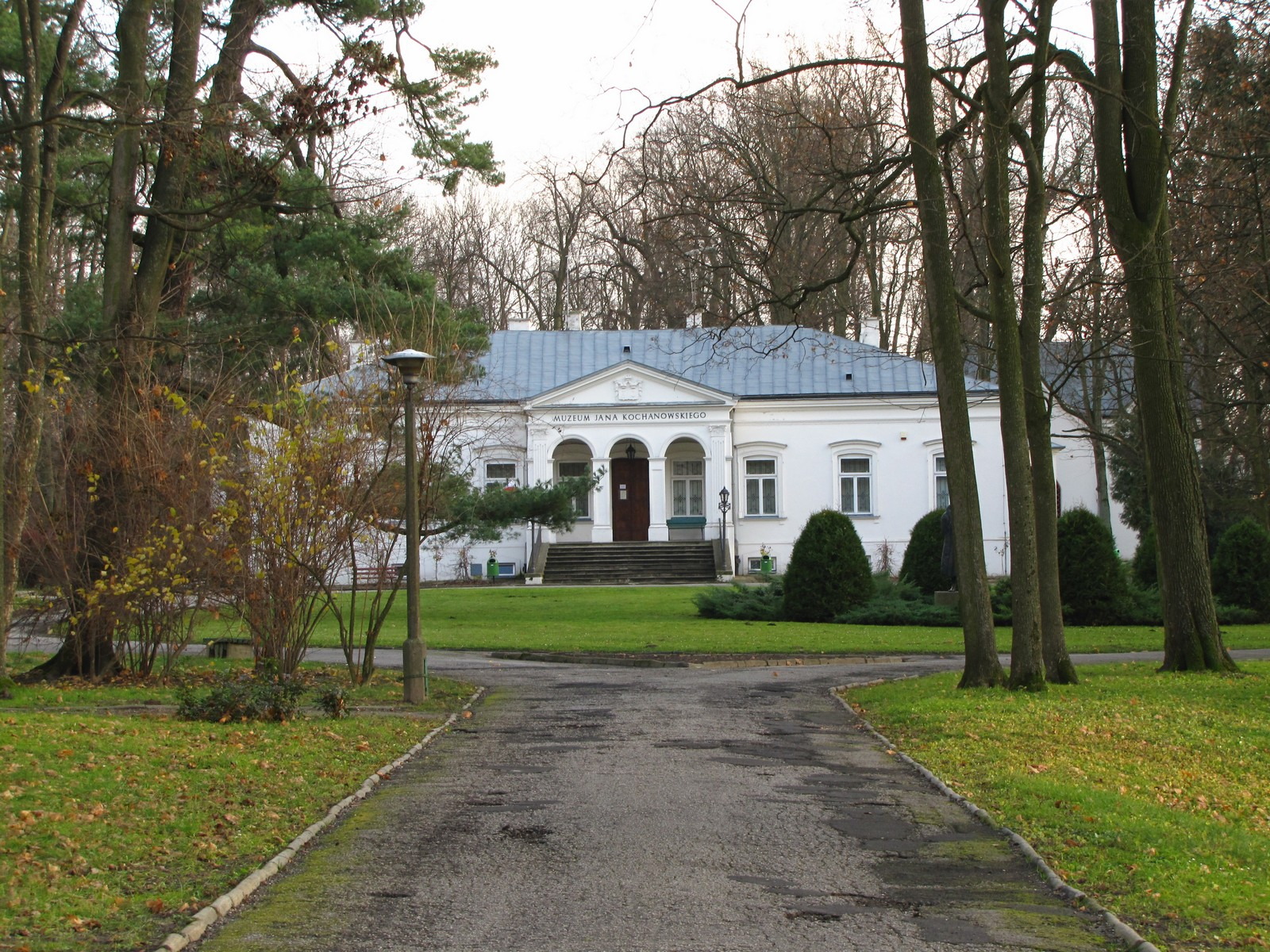
チャルノラス（Czarnolas）村の宮殿
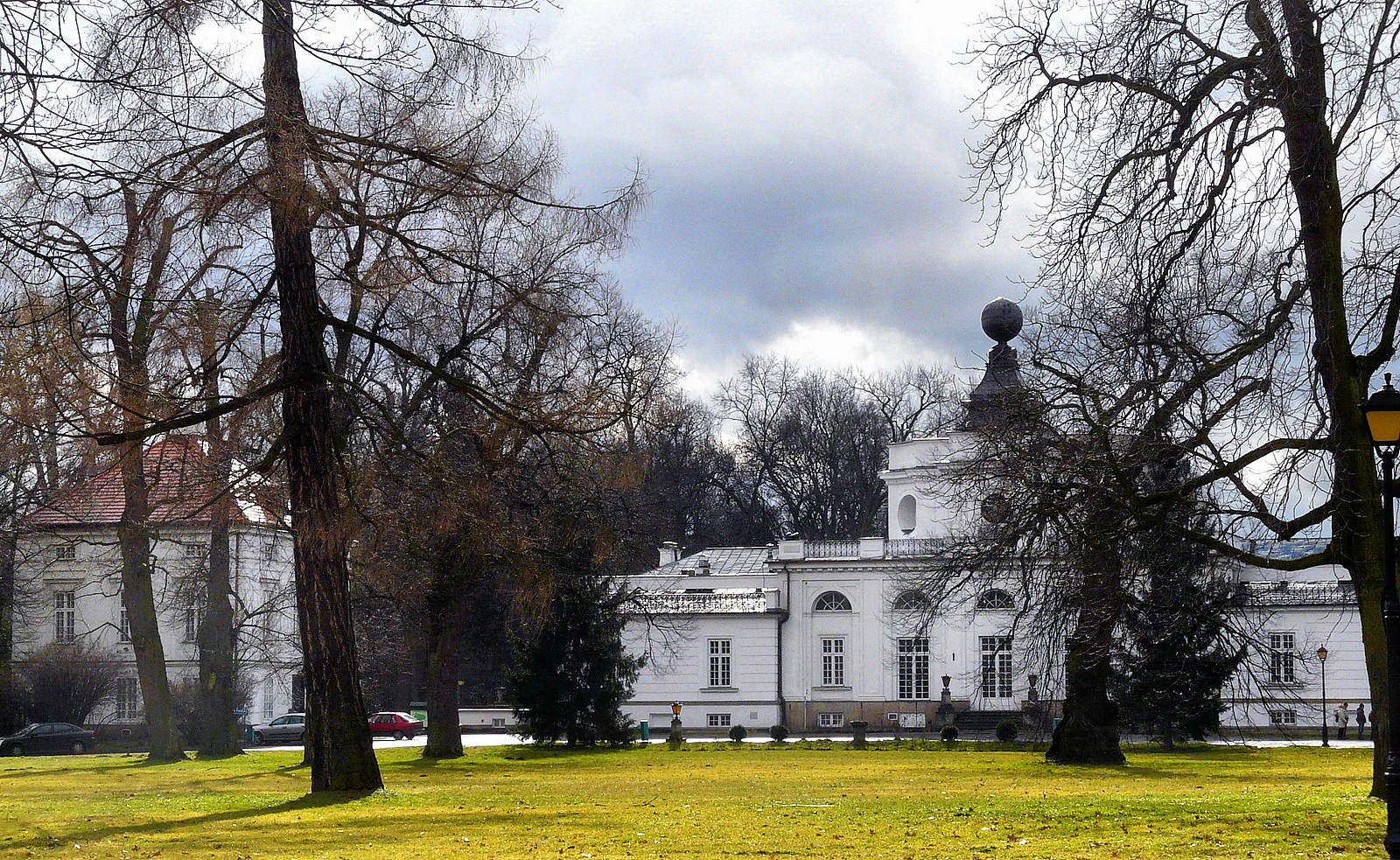
ヤブウォンナ（Jabłonna）村の宮殿 ユーゼフ・ポニャトフスキが所有した
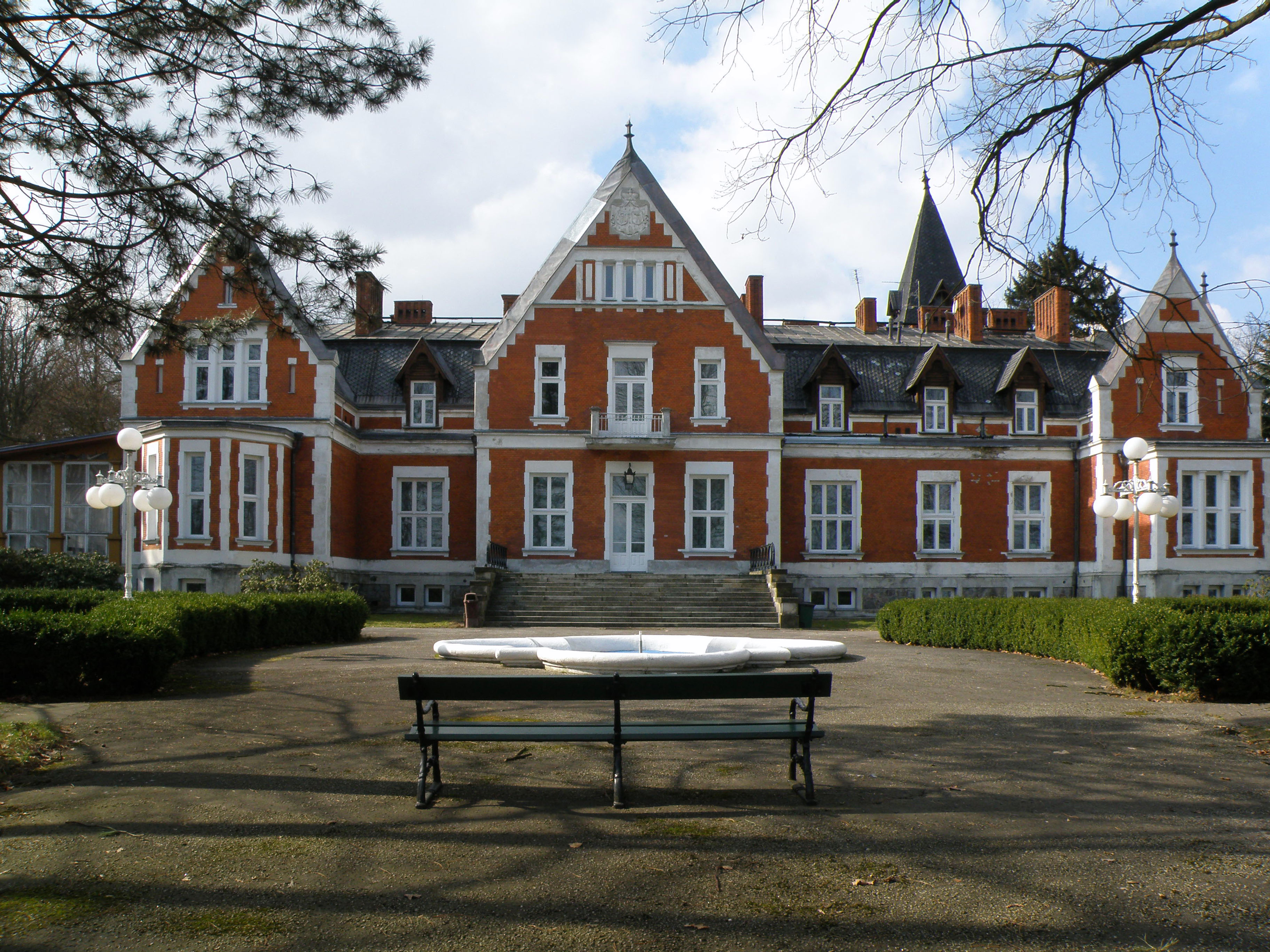
ヤドヴィシン（Jadwisin）村のラジヴィウ家宮殿
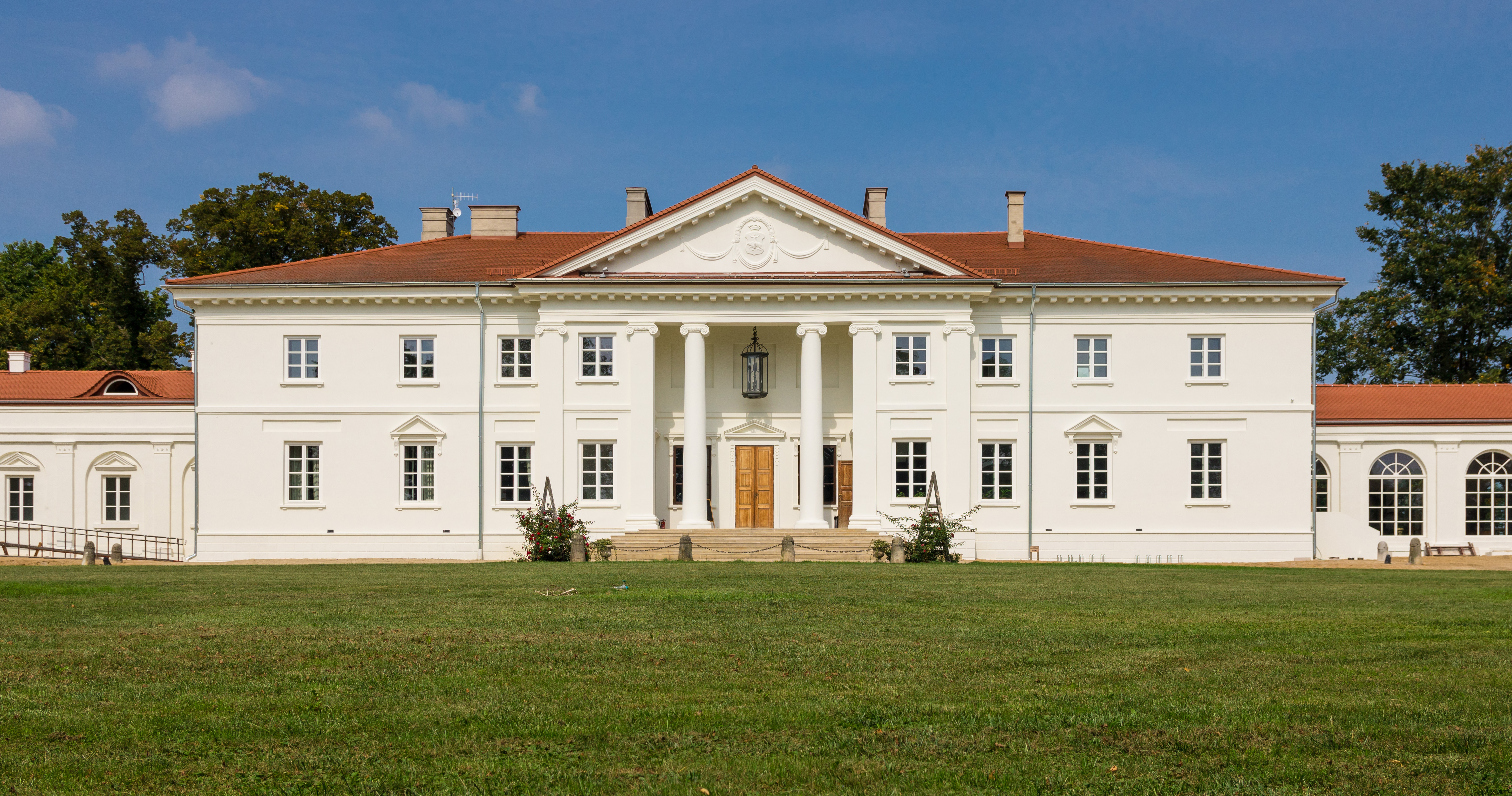
コルチェフ（Korczew）村の宮殿
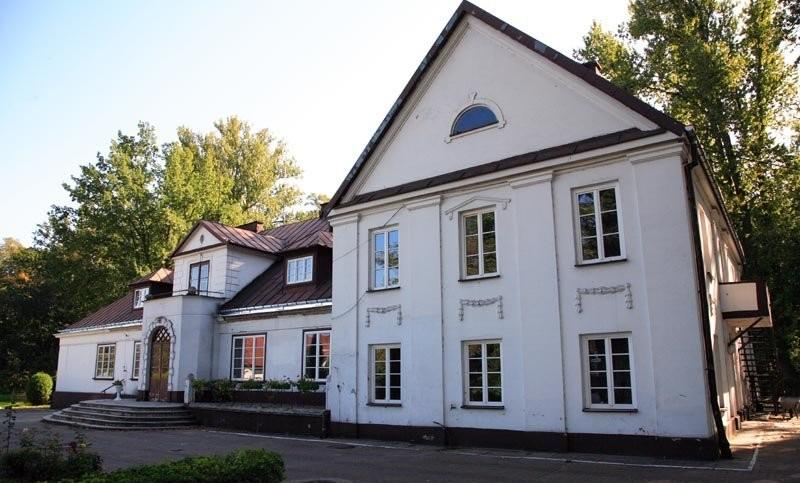
コシェレフ（Koszelew）村の宮殿
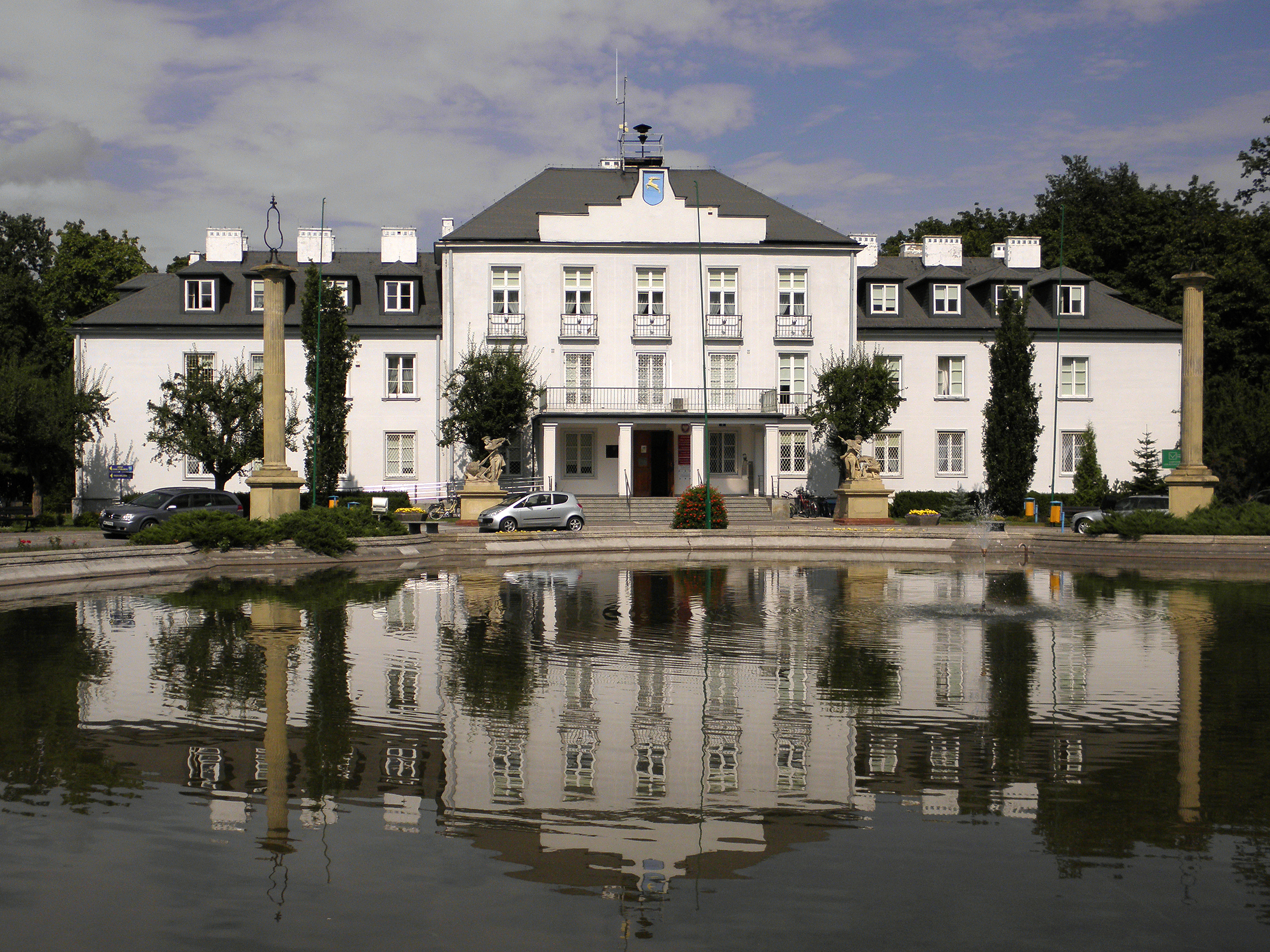
コジェニツェ（Kozienice）村のポニャトフスキ家宮殿
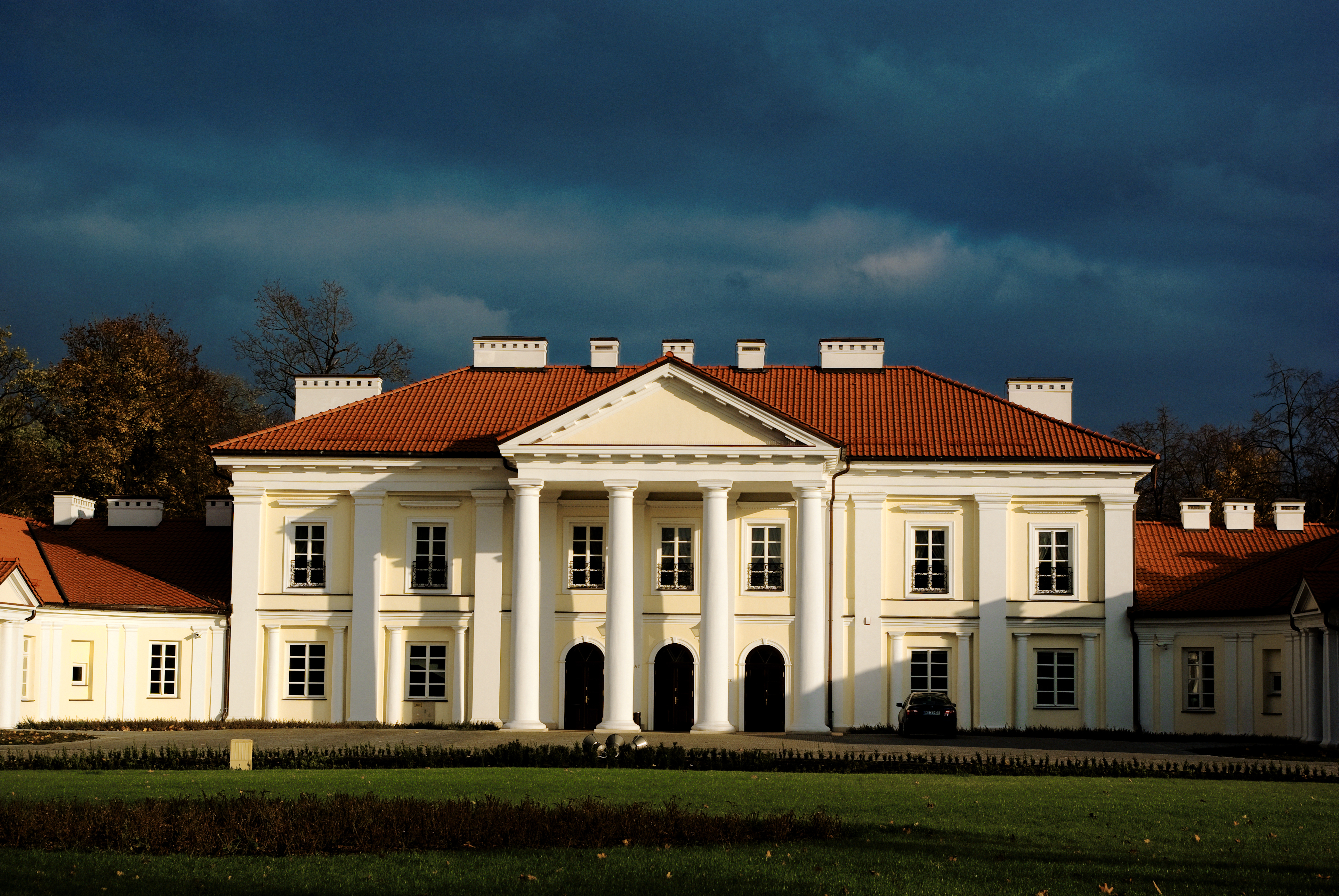
シェドルツェ（Siedlce）村のオグリンスキ（Ogiński）家宮殿 この村はマゾフシェ県であるが、宮殿はポドラシェ県立大学の所有
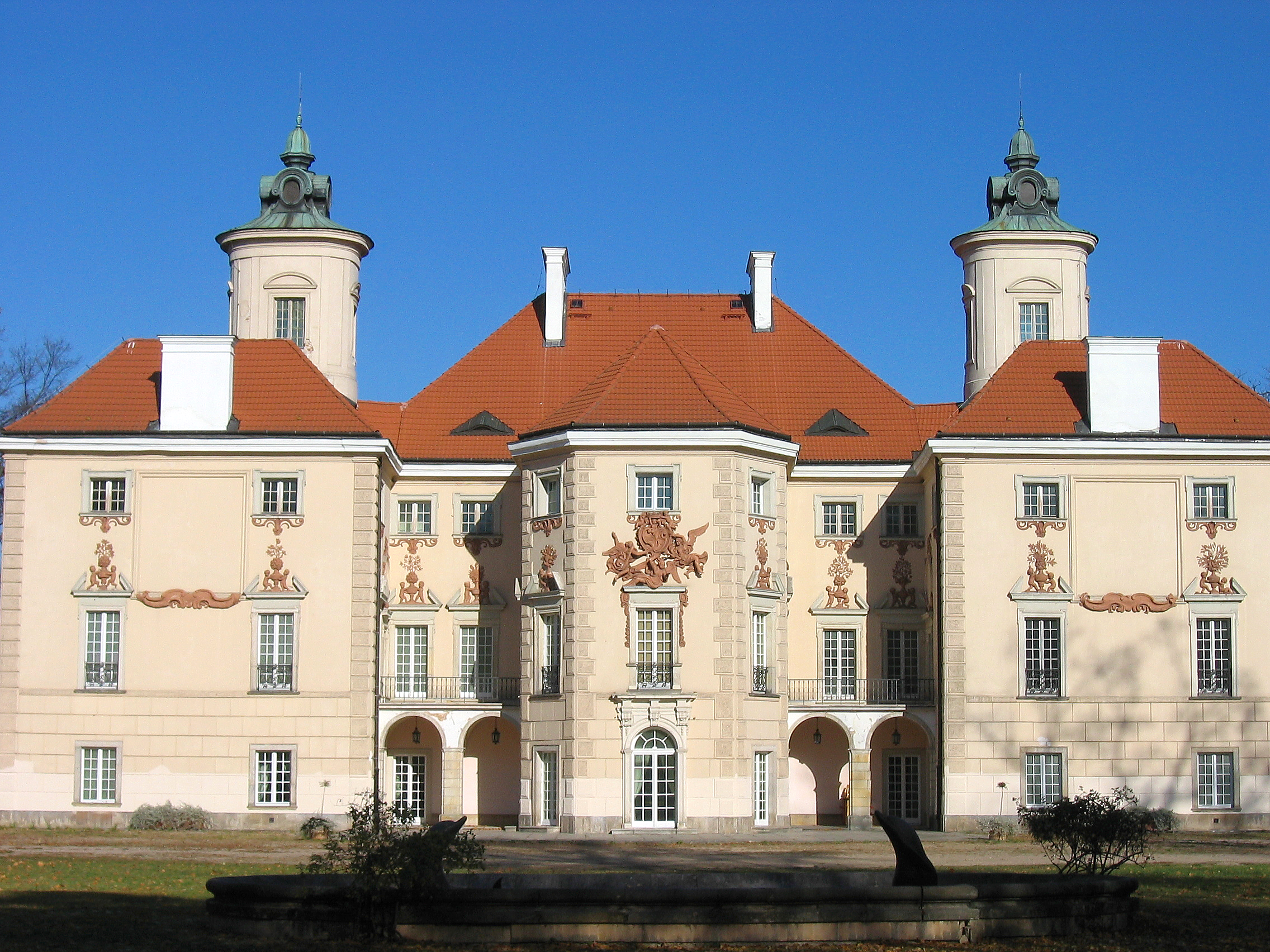
オトフォツク（Otwock）市の宮殿
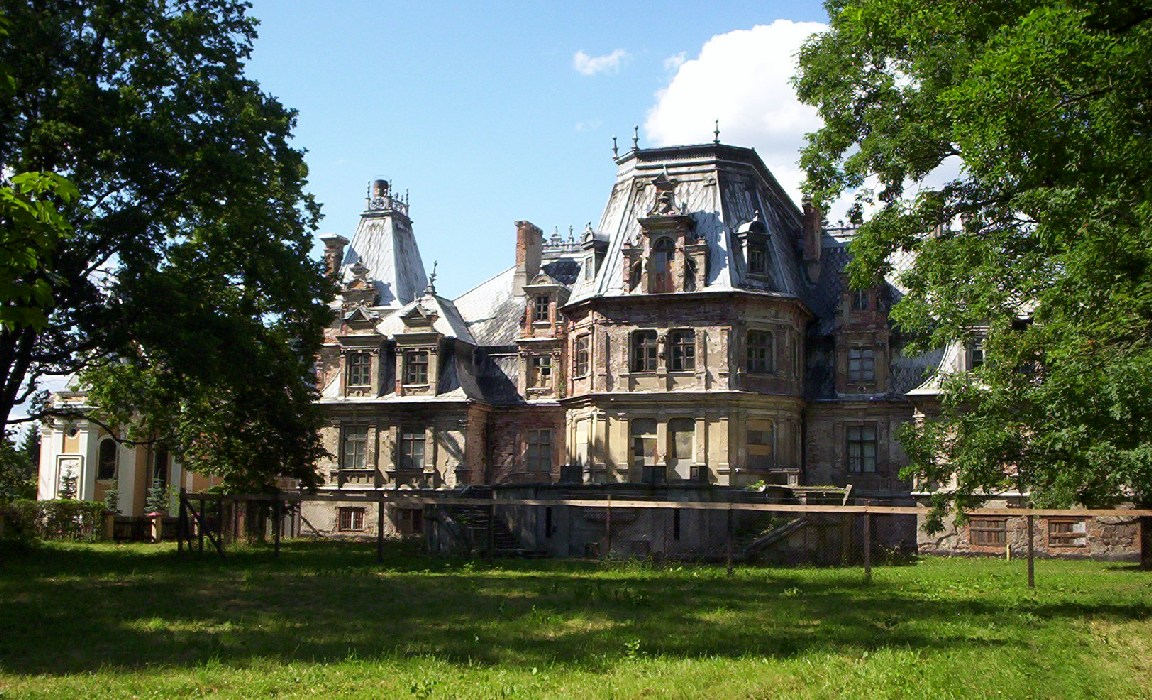
グーズフ（Guzów）村のソバンスキ（Sobański）家の宮殿
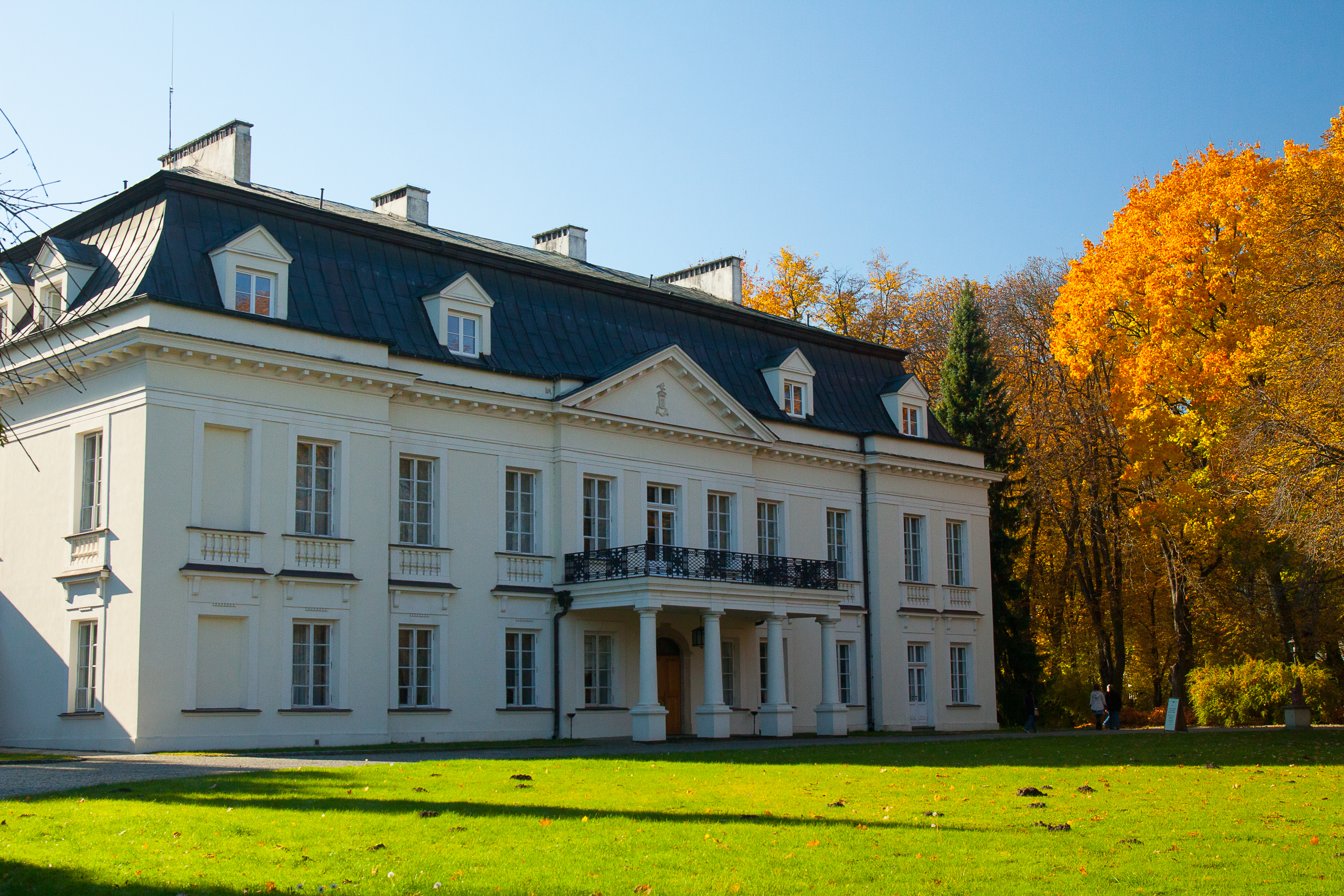
ラジェヨヴィツェ（Radziejowice）村の宮殿
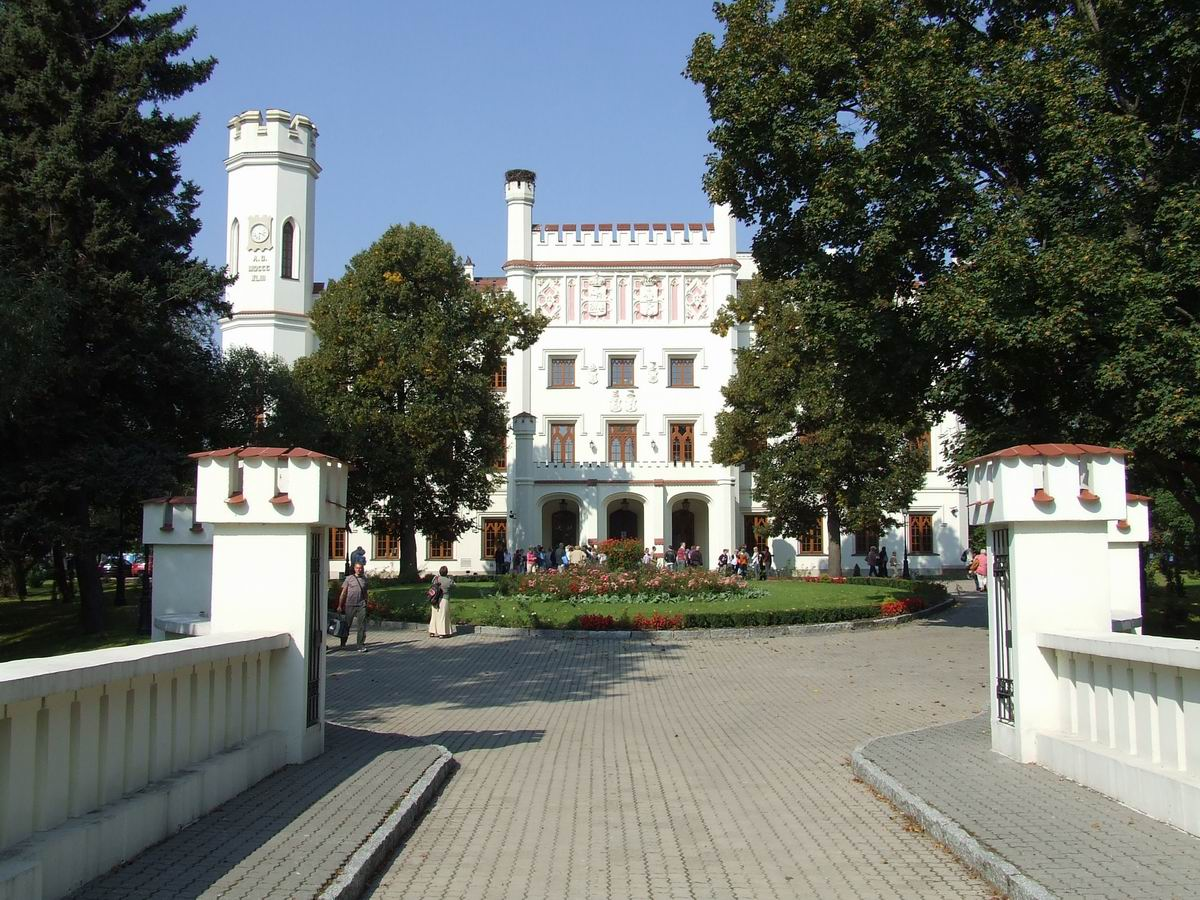
リフ（Liw）郡ストラヴィエシ（Starawieś）村のラジヴィウ家宮殿
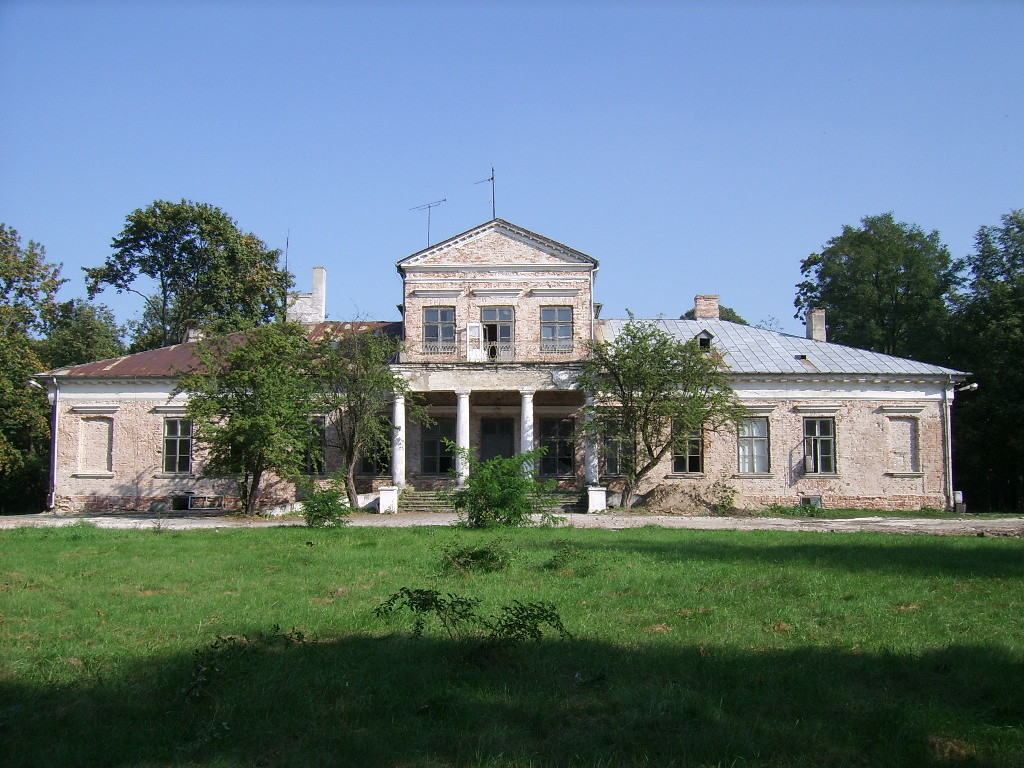
ジェレフフ（Żelechów）村の宮殿
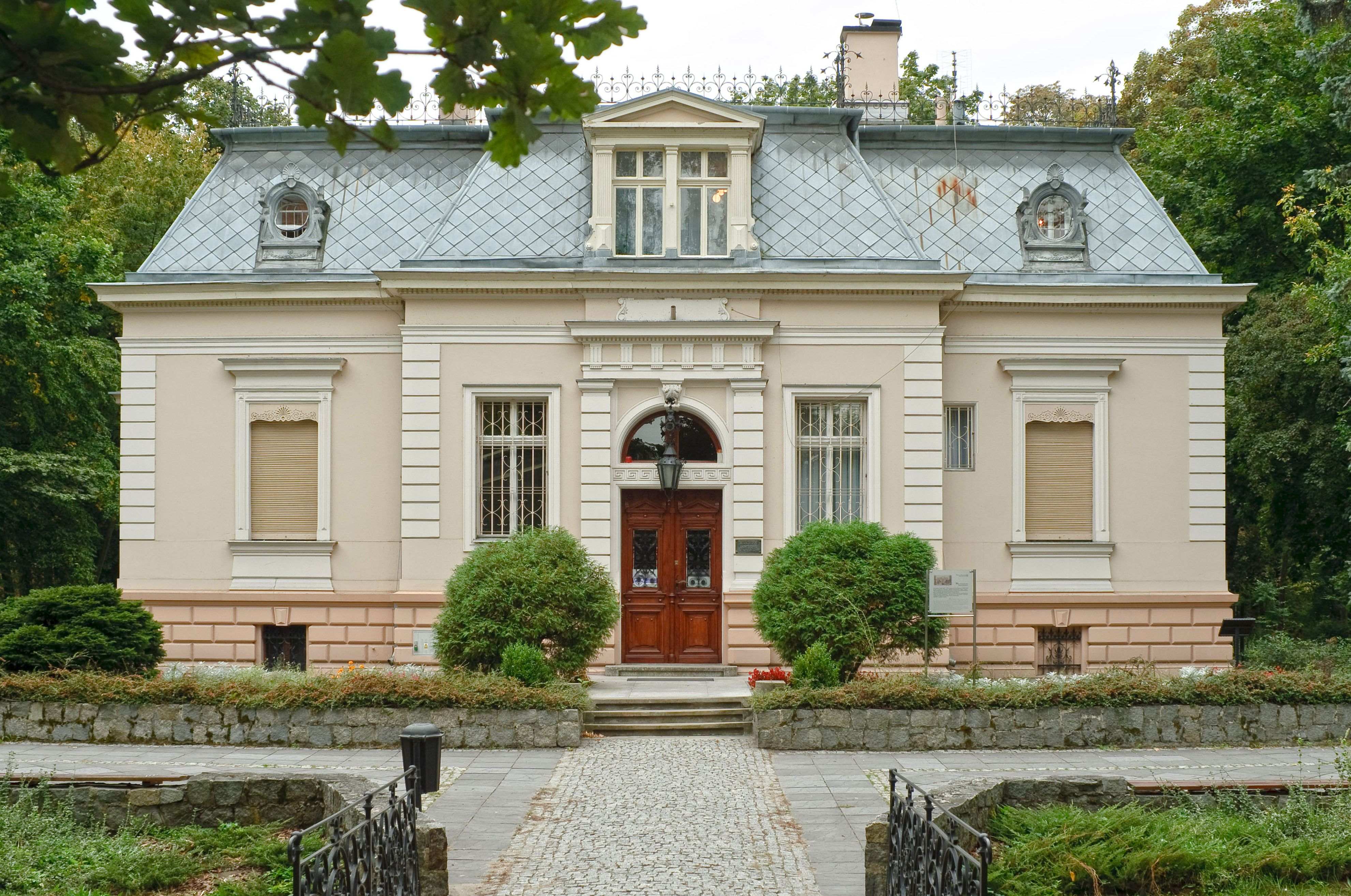
ジラルドフ（Żyrardów）村の宮殿 繊維工場を営んだ商人が建てた宮殿